# 河内長野市
河内長野市（かわちながのし）は、大阪府の南河内地域に位置する市。

## 概略
1954年（昭和29年）に長野町など6町村の合併によって誕生した市で、市の中心部に対しては旧町名を用いて長野と呼称される。南部の山麓地域では奥河内という観光名称が使われ、滝畑四十八滝や岩湧山などの大自然、観心寺や金剛寺、高野街道などの歴史的価値のある史跡や建造物が残る。楠木氏ゆかりの地としても知られており国宝・重要文化財数に関しては全国の市町村のうち日光市に次いで12番目に多い自治体であることから「文化財のまち 河内長野」と称される。
大阪都心の難波まで約40分、関西国際空港へは約1時間の所要時間だが、市を囲む山並みは壮観で、市内に居ながらにして大自然を満喫できることなどから、市制施行以降、市内各地にニュータウン（新興住宅地）が造成され、衛星都市として発展してきた。『週刊東洋経済』の「日本のいい街ランキング」では、2012年発表の総合ランキングで全国788市中149位（大阪府内33市中8位）と、前回（2010年発表分）の288位から大きく順位を上げた。市内の年間犯罪発生率（人口10万人あたりの全刑法犯認知件数）についても、2000年代の中盤以降は、大阪府内の33市の中で最も低い水準を維持。同誌の「安全・安心な街ランキング」においても、大阪府内で第1位を記録している。
（新型コロナウイルスへの感染が拡大している2020年・2021年を除く）毎年10月（主に第2週末）には、市内全域でだんじり祭を開催。ぶんまわし（全地区）、曳き歌（市町東、向野町、三日市地区）、やりまわし（三日市地区）など、さまざまな形態の祭りが盛んに執り行われている。爪楊枝（つまようじ）の産地としても有名で、販売や生産などを含めて、日本国内の自治体で最も多くの取扱量を記録している。

## 地理

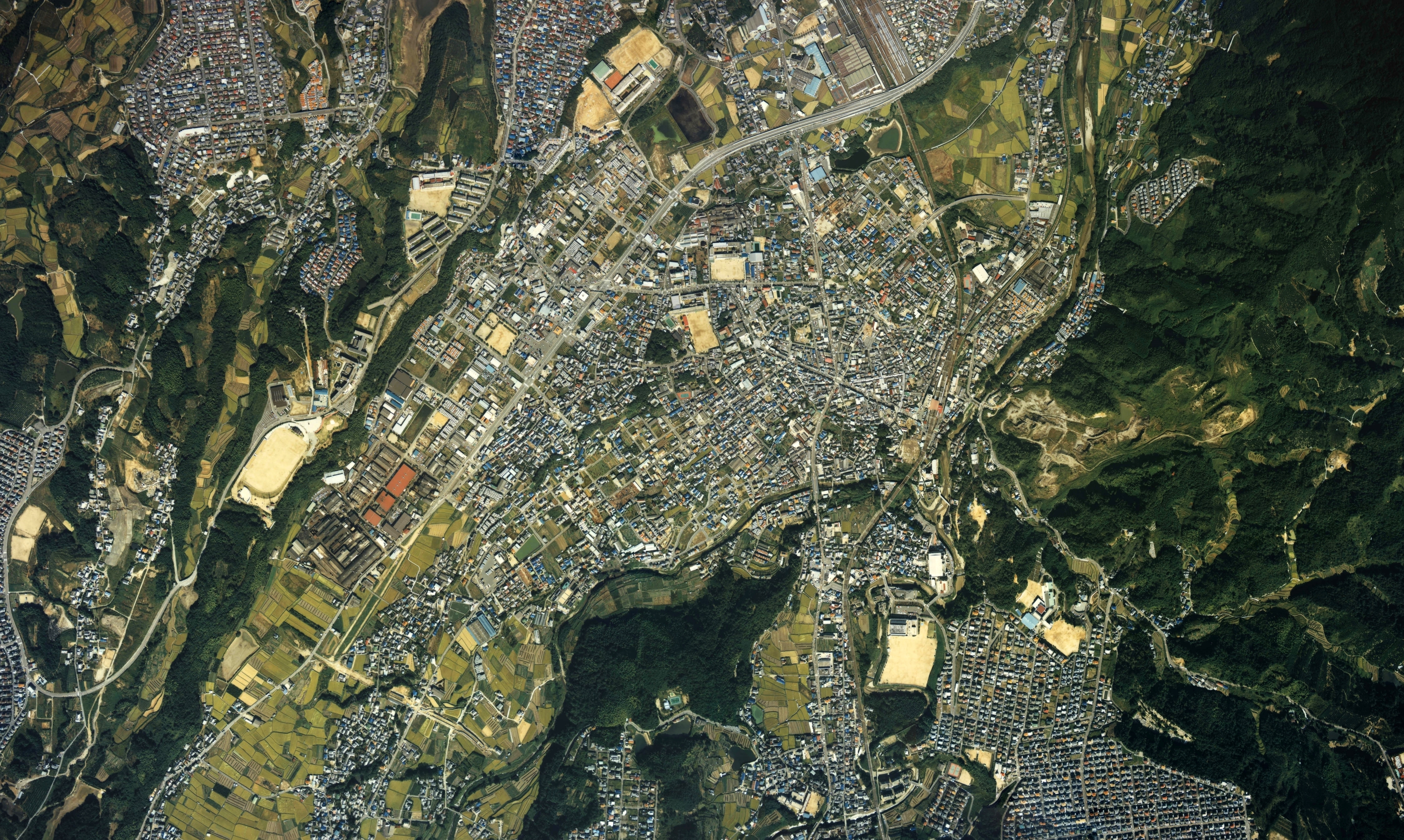
河内長野市中心部周辺の空中写真。1985年撮影の3枚を合成作成。。

南に和泉山脈がある。和泉山脈の向こう側は奈良県と和歌山県で、奈良県側は五條市、和歌山県側は橋本市と伊都郡かつらぎ町にそれぞれ接している。河内長野市は、北を頂点とした三角形の市域を形づくっている。大阪府内で3番目に広い面積を持っている。（面積：109.61km²（東西16.3km 南北15.8km）
その面積の7割は森林で、石川や石見川など河川沿いに平野が開け、北に向かって河内平野に続いている。市域の大部分は砂岩地帯、肥沃な土壌と内陸性の湿潤温暖な気候があいまって、稲や野菜、果樹の栽培に適していると言われている。　また標高差が激しく坂も多い。　ある程度の高台にある住宅街が多く造られており、あらゆるところから市内、大阪都心部などを違う風景で観賞することが可能である
- 河内長野市の位置と海抜
  - 位置：東経135度34分 北緯34度27分
  - 海抜：最高924.2m 最低76m
- 山：岩湧山 金剛山（一部）
- 河川：石川（天見川（石見川 加賀田川 岩瀬川 流谷川））

### 隣接している自治体・行政区
大阪府
- 堺市（南区）
- 和泉市
- 富田林市
- 大阪狭山市
- 南河内郡千早赤阪村

奈良県
- 五條市

和歌山県
- 橋本市
- 伊都郡かつらぎ町

※河内長野市と和歌山県を直接結ぶ道路として河内長野〜橋本間には、「国道371号線」が、また河内長野〜かつらぎ間には、「大阪府道・和歌山県道61号堺かつらぎ線」がある。なお「大阪府道・和歌山県道61号堺かつらぎ線」については、途中の府県境で蔵王峠（ざおうとうげ）という峠を経由する事になっている。

### 自然
市域では、2002年に身近な自然環境（生物種）の調査が実施されている。その結果によると環境省レッドデータブック等に貴重種に指定されているものも生息している。また、1981年にはオオサンショウウオが発見されている。市域の昆虫についても、ホタルやカブトムシをはじめ多くの種類が生息している。以下の表は、市域に生息する貴重な脊椎動物の一覧である。
| 分類     | 種名                   | カテゴリ       | 分類 | 種名             | カテゴリ       | 分類 | 種名           | カテゴリ       |
| -------- | ---------------------- | -------------- | ---- | ---------------- | -------------- | ---- | -------------- | -------------- |
| 哺乳類   | ニホンリス             | 要注目         | 鳥類 | カワウ           | 要注目         | 鳥類 | ハイタカ       | 要注目         |
| 哺乳類   | ムササビ               | 準絶滅危惧種   | 鳥類 | ササゴイ         | 準絶滅危惧種   | 鳥類 | ノスリ         | 要注目         |
| 哺乳類   | カヤネズミ             | 要注目         | 鳥類 | チュウサギ       | 要注目         | 鳥類 | サシバ         | 準絶滅危惧種   |
| 哺乳類   | キツネ                 | 準絶滅危惧種   | 鳥類 | オシドリ         | 要注目         | 鳥類 | クマタカ       | 絶滅危惧種I類  |
| 爬虫類   | イシガメ               | 要注目         | 鳥類 | タシギ           | 準絶滅危惧種   | 鳥類 | ハヤブサ       | 要注目         |
| 爬虫類   | アオダイショウ         | 要注目         | 鳥類 | アオバト         | 要注目         | 鳥類 | ヤマドリ       | 準絶滅危惧種   |
| 爬虫類   | ヒバカリ               | 絶滅危惧種II類 | 鳥類 | ツツドリ         | 準絶滅危惧種   | 鳥類 | コチドリ       | 絶滅危惧種II類 |
| 両生類   | カスミサンショウウオ   | 絶滅危惧種I類  | 鳥類 | ホトトギス       | 準絶滅危惧種   | 鳥類 | イカルチドリ   | 絶滅危惧種II類 |
| 両生類   | ブチサンショウウオ     | 準絶滅危惧種   | 鳥類 | フクロウ         | 絶滅危惧種II類 | 鳥類 | ケリ           | 要注目         |
| 両生類   | イモリ                 | 要注目         | 鳥類 | カワセミ         | 準絶滅危惧種   | 鳥類 | クサシギ       | 準絶滅危惧種   |
| 両生類   | ニホンヒキガエル       | 要注目         | 鳥類 | アオゲラ         | 準絶滅危惧種   | 鳥類 | イソシギ       | 準絶滅危惧種   |
| 両生類   | ヤマアカガエル         | 準絶滅危惧種   | 鳥類 | アカゲラ         | 要注目         | 鳥類 | ヤマシギ       | 準絶滅危惧種   |
| 両生類   | シュレーゲルアオガエル | 要注目         | 鳥類 | オオアカゲラ     | 絶滅危惧種II類 | 鳥類 | サンショウクイ | 絶滅危惧種II類 |
| 両生類   | カジカガエル           | 要注目         | 鳥類 | センダイムシクイ | 準絶滅危惧種   | 鳥類 | カワガラス     | 準絶滅危惧種   |
| 魚類     | タカハヤ               | 要注目         | 鳥類 | セッカ           | 準絶滅危惧種   | 鳥類 | ミソサザイ     | 絶滅危惧種II類 |
| 魚類     | ドジョウ               | 絶滅危惧種II類 | 鳥類 | キビタキ         | 準絶滅危惧種   | 鳥類 | コルリ         | 要注目         |
| 魚類     | シマドジョウ           | 要注目         | 鳥類 | オオルリ         | 準絶滅危惧種   | 鳥類 | クロツグミ     | 絶滅危惧種II類 |
| 魚類     | メダカ                 | 絶滅危惧種II類 | 鳥類 | コサメビタキ     | 情報不足       | 鳥類 | トラツグミ     | 絶滅危惧種II類 |
|          |                        |                | 鳥類 | ミサゴ           | 要注目         | 鳥類 | サンコウチョウ | 準絶滅危惧種   |
| ハチクマ | 絶滅危惧種II類         | コガラ         | 鳥類 | 準絶滅危惧種     |                | 鳥類 |                |                |
| オオタカ | 絶滅危惧種II類         | ゴジュウカラ   | 鳥類 | 絶滅危惧種II類   |                | 鳥類 |                |                |
| ツミ     | 絶滅危惧種II類         | クロジ         | 鳥類 | 準絶滅危惧種     |                | 鳥類 |                |                |

## 歴史
古くから渡来人などが居住した場所でも知られ、遣隋使として中国に渡った高向玄理の出身地でもある。律令制において河内国（河州とも言われる）に含まれ、錦部郡を中心に編成されており、南河内地方にあたる。各地に空海の伝承が残るほか、楠木正成、天誅組で登場する地域でもあり、北朝・南朝の行在所にもなった。幕藩時には河内狭山藩、近江膳所藩（河内西代藩）、伊勢神戸藩の所領であった。
旧石器・縄文・弥生時代
- 2万年前頃 - 三日市遺跡や高向遺跡から、この時期の国府型ナイフ形石器が出土した。
- 9000年前頃 - 三日市遺跡や小塩遺跡から、この時期の押型文土器が出土した。
- 3000年前頃 - 宮山遺跡でこの時期の竪穴建物、三日市北遺跡でこの時期の大型竪穴建物が検出された。
- 1000年前頃 - 三日市遺跡から、この時期の船橋式土器が出土した。
- 紀元前元年頃 - 三日市北遺跡で、この時期の円形型竪穴建物30棟以上のムラの存在が確認された。
- 3世紀頃 - 大師山遺跡では高地性集落が営まれていた。

古墳時代
- 4世紀頃 - 大師山古墳が築かれる。三日市北遺跡で、この時期の方形竪穴建物が検出された。
- 5世紀頃 - 三日市一号墳が築かれる。三日市北遺跡で、この時期の須恵器、カマドをもつ竪穴建物が検出された。
- 6世紀頃 - この時期の三日市三号墳から鳥や人物、盾などの形象埴輪が出土している。三日市遺跡では、この時期の炭窯が検出された。高向遺跡で大型の掘立柱建物群が検出された。

飛鳥・奈良時代
- 699年（文武天皇3年） - 錦部郡鳩原の犬養広麻呂、白鳩献上。鳩原村の名の由来となる。
- （寺伝）701年〜704年（大宝年間） - 役小角が雲心寺（のちの観心寺）を創建したとされる。
- （寺伝）729年～749年（天平年間） - 行基が金剛寺を創建したとされる。

平安時代
- （寺伝）815年（弘仁6年） - 空海が雲心寺の寺号を観心寺と改め、本尊如意輪観音坐像を刻んだとされる。観心寺に現存する如意輪観音像は作者は不明だが、様式的に平安時代前期の作とされる。
- 827年（天長4年） - 真紹が観心寺伽藍を整備する。
- 854年（斉衡元年） - この年から実恵弟子真紹が観心寺で毘廬遮那仏を造立しはじめる。
- 883年（元慶7年） - 観心寺が「観心寺縁起資財帳」(国宝)を勘録する。
- 1054年（天喜2年） - 蟹井神社が創建される。
- 1132年（天承2年） - 観心寺が鳥羽院の御祈願所となる。
- 1158年（保元3年） - 内大臣藤原忠雅・忠親が高野街道（長野）を通り、高野山へ参詣する。
- 1165年（永万元年） - 和泉国大鳥郡出身の僧阿観が、金剛寺の再建を志し、後白河院に奏上する。
- 1172年（承安2年） - 阿観が弘法大師の御影供を始める。また高野山より丹生・高野両明神を勧請する（金剛寺の中興開山）。

鎌倉時代
- 1180年（治承4年） - 金剛寺が八篠女院（鳥羽天皇皇女）の祈願所となる。
- 1207年（建永2年） - 金剛寺開山阿観上人没
- 1222年（貞応元年） - 金剛寺領和田庄が成立する。
- 1232年（貞永元年）- 和田助盛が金剛寺領和田庄を春日社に寄進する。
- 1254年（建長6年） - 金剛寺五代学等阿鑁が番匠美野則元に木造高座を2基を作れらせる。
- 1279年（弘安2年） - 金剛寺楼門の二天像（重要文化財）が造立される（胎内銘）。
- 1280年（弘安3年） - 「高野山満衆評議々定」に天野酒の記述が残される。
- 1314年（正和3年） - 金剛寺大門落慶法要
- 1323年（元亨3年） - 金剛寺法会に茶と茶菓子が準備される(近畿でも早期の飲茶・茶産に関する記録)
- 1332年（元弘2年・正慶元年） - 楠木正成が金剛寺からの戦勝祈祷の巻数贈呈に答礼する。河合寺城・石仏城・紀見峠砦・国見城などが築城されたとされる。

南北朝・室町時代
- 1334年（建武元年） - 楠木正成が従五位下に昇叙し、河内・和泉の守護職となる。
- 1340年（興国3年・暦応5年） - 後村上天皇が観心寺僧中へ領家職を安堵する。
- 1342年（正平2年・貞和3年） - 高師直・師泰が河内に進軍を開始する。
- 1348年（正平3年・貞和4年） - 高師泰が天野仁王山城で和田助氏と合戦する。
- 1349年（正平4年・貞和5年） - 高師直が畠山国清を河内・和泉両守護に推挙する。
- 1354年（正平9年・文和3年） - 北朝三上皇らが金剛寺に遷り、観蔵院を御座所とする。後村上天皇が金剛寺に入る。御座所は摩尼院。
- 1360年（正平15年・延文5年） - 畠山国清軍が金剛寺に襲来する。
- 1382年（弘和2年・永徳2年） - 畠山基国が楠木正儀討伐のため河内に進撃する。また、河内守護に補任される。
- 1383年（弘和3年・永徳3年） - 楠木正儀が長慶天皇の観心寺七ヶ村の預所職を観心寺に施入の綸旨を施行する。
- 1435年（応永8年） - 日野観音寺の大般若経六百巻写経が完成する。
- 1435年（永享7年） - 観心寺七郷炭売、守護所に出訴。炭焼の生産化・商売化。

戦国時代
- 1480年（文明12年） - 烏帽子形八幡神社の社殿が建立される。
- 1576年（天正4年） - この頃より上方でキリシタンが増加、烏帽子形城を中心に信者が300人ほど存在した。
- 1583年（天正11年） - 豊臣秀吉が天野山を検地。
- 1584年（天正12年） - 豊臣秀吉が金剛寺へ初めての天野酒の礼状を送る。岸和田城主中村孫平次が豊臣秀吉の命により烏帽子形城を普請する。
- 1594年（文禄3年） - 当市域で検地がされる。豊臣秀吉により観心寺に25石、金剛寺に307石の寺領を寄進する。

江戸時代
- 1624年（寛永元年） - 当市域に多くの膳所藩領が成立。（石川氏領）
- 1648年（慶安元年） - 寺ヶ池の拡張・修築工事を開始する。
- 1649年（慶安2年） - 中村与次兵衛が市村新田開発に着手する。
- 1659年（万治2年） - 「寺ヶ池用水法度書」が作成される。
- 1677年（延宝5年） - 浄厳が父道雲俗宅の地に延命寺を建立する。
- 1679年（延宝7年） - 膳所藩主本多康将が二男忠恒に1万石を与え分ける。当市域の鬼住・長野・西代など15ケ村が西代藩本多忠恒領になる。三田浄久「河内鑑名所記」が刊行される。
- 1691年（元禄4年） - 蓮体が清水村に地蔵寺を建立する。（修復の説もある）
- 1695年（元禄8年） - この年までの間に河合寺村に福田家住宅（府指定有形文化財）が建てられる。（寛永期の説もある）
- 1702年（元禄15年） - 河内の元禄国絵図が完成する。
- 1705年（宝永2年） - 旗本小出氏が復活する。
- 1711年（正徳元年） - 西代藩本多忠統が西代村に移り住み、藩陣屋を構築する。
- 1732年（享保17年） - 西代藩本多氏が伊勢神戸に転封。これに際し、村民が送別に西代神楽（市指定無形民俗文化財）を奉納する。
- 1753年（宝暦3年） - この頃から、農村で綿の百姓繰りが行われるようになる。
- 1756年～1760年（宝暦6～10年）市村・市村新田と小山田村の間で寺ヶ池水論が発生する。
- 1762年（宝暦12年） - 三日市宿大火
- 1788年（天明8年） - 干鰯高値等の問題で摂津・河内両国22郡836ヶ村が国訴。（この後も度々国訴が起こる）
- 1801年（享和元年） - 秋里籬島「河内名所図会」が刊行される。
- 1807年（文化4年） - 滝畑村で凍豆腐の製造が始まる。
- 1824年（文政7年） - 摂津・河内・和泉の1307ヶ村の採種・綿実に関する最大規模の国訴。
- 1843年（天保14年）6月1日 - 幕府より河内国にも上知令が出され騒然とするが、閏9月7日に撤回の幕命が出される。
- 1854年（嘉永7年） - 天保山沖にロシア船が進入。滝畑村など狭山藩領の農兵が出兵。
- 1863年（文久3年） - 天誅組の変。長野村の東条昇之助(米屋吉兵衛)、内田耕平と八兵衛(武林八郎)、向野村の秦勝蔵(北辻良蔵)が天誅組に参加。

近代・現代
- 1868年（明治元年） - 鳥羽・伏見の戦いで、市域に落武者・落人が現れ、警戒するようになる。堺県が設置され、当市域も含まれる。
- 1870年（明治3年） - 当市域の一部が新設置の五條県に編入される。
- 1872年（明治5年） - 五條県に編入された地域が堺県に編入される。
- 1873年（明治6年） - 堺県は学制による小学校設置に着手し、当市域では河州第六番～第一一番小学の6校が開校する。
- 1881年（明治14年） - 堺県が廃止され、大阪府に合併し、市域は大阪府に属するようになる。
- 1896年（明治29年）4月1日 - 郡の統合により、現市域に南河内郡が成立。
- 1898年（明治31年）4月2日 - 高野鉄道により大小路駅（現在の堺東駅） - 長野駅（現在の河内長野駅）間が開業される。大阪府が郡制を実施し、南河内郡郡会議員選挙が実施される。
- 1902年（明治35年）12月 - 河南鉄道により柏原駅 - 長野駅（現在の河内長野駅）間が開業される。
- 1907年（明治40年） - 村社廃合令により南河内郡各地の神社で合祀が行われる。
- 1908年（明治41年） - 高野山鉄道と地元有志の出資により長野遊園地（現・長野公園）が開園。
- 1914年（大正3年）10月21日 - 高野登山鉄道の長野駅 - 三日市町駅間延伸とともに三日市町駅が開業される。
- 1915年（大正4年）3月11日 - 高野登山鉄道の三日市町駅 - 橋本駅間延伸とともに千早口駅、天見駅が開業される。
- 1930年（昭和5年） - 大師山古墳発見。市域初の考古学的調査。
- 1938年（昭和13年）2月11日 - 大阪陸軍幼年学校の移転に伴い、南海鉄道の滝谷駅 - 長野駅間に千代田駅が新設。
- 1940年（昭和15年）6月1日 - 千代田に大阪陸軍幼年学校が復活。
- 1941年（昭和16年） - 国民学校令施行に伴い、市域11小学校は国民学校と改称される。
- 1944年（昭和19年） - 大阪市田辺国民学校などの児童が集団疎開に来る。
- 1948年（昭和23年） - 長野町警察署(現河内長野警察署)が自治体警察として正式発足。
- 1949年（昭和24年） - 爪楊枝生産が復興。全国の爪楊枝の大部分は河内長野市で生産。
- 1954年（昭和29年）4月1日 - 長野町、天見村、加賀田村、川上村、高向村、三日市村が合併。大阪府下で18番目に市制を施行して、河内長野市となる。
  - 市名は長野県長野市との重複を避けるため、旧国名の「河内」を冠した。市制施行当時の人口は31,052人。
- 1956年（昭和31年） -旧河内長野市役所開庁。
- 1965年（昭和40年） - 河内長野市消防署が発足。
- 1966年（昭和41年） - 滝畑ダム建設工事始まる。
- 1969年（昭和44年） - 大師山古墳発掘調査開始。前方後円墳だと判明。　市の木「楠」と市の花「菊」が選定される。
- 1971年（昭和46年） - 天野山金剛寺の僧坊酒として名高い「天野酒」の銘柄が西條合資会社によって復活される。
- 1981年（昭和56年） - 滝畑ダムの竣工、貯水を開始する。
- 1984年（昭和59年） - 小学校の学校給食が開始される。　複線化に伴い天見駅付近の線路が廃線に。美加の台駅が新設される。
- 1988年（昭和63年）4月 - 現河内長野市役所開庁。
- 1989年（平成元年） - 河内長野駅前再開発、ノバティながのがオープン。
- 1990年（平成2年） - 大阪府立花の文化園がオープン。
- 1992年（平成4年） - 市立文化会館ラブリーホールがオープン。
- 1994年（平成6年） - 米国インディアナ州カーメル市と国際姉妹都市提携。
- 1998年（平成10年） - 市のシンボルキャラクター「モックル」誕生。
- 2002年（平成14年） - 市民交流センターと図書館の複合施設「キックス」がオープン。
- 2007年（平成19年） - 三日市町駅前再開発、フォレスト三日市がオープン。千早赤阪村が財政難で編入合併を要請し、5月に合併協議会を設置。
- 2009年（平成21年）8月14日 - 千早赤阪村の編入合併は、千早赤阪村議会の合併特別委員会で、村議から反対意見が相次いだことを受け撤回される。
- 2011年（平成23年）11月1日 - エリアメールを導入し、市内向けに災害・避難情報の配信を開始する。
- 2013年（平成25年） - 河内長野駅およびバスターミナル周辺のリニューアル工事が完了する。
- 2014年（平成26年）
  - 5月28日 - 河内長野市制60周年事業の一環として、上田・鳴尾を除く市内のだんじり24台が、市役所の駐車場に集結。河内長野駅前へ向けて、河内長野市制60周年祈念曳行を実施した。
  - 11月29日 - 奥河内くろまろの郷がオープン。
- 2017年（平成29年） - 奥河内くろまろの郷が、国土交通省から「道の駅」に認定。
- 2018年（平成30年）- 「くすまる」（楠ヶ丘および周辺地域で2011年度から運行している地域乗合タクシー）の協働運営団体である楠ヶ丘自治会・河内長野市・第一交通産業が、地域公共交通優良団体表彰制度（国土交通省近畿運輸局がこの年から創設）を通じて「地域公共交通優良団体」として表彰[6]。
- 2019年（令和元年）
  - 5月20日 -観心寺、天野山金剛寺、烏帽子形城跡、高野街道などが『中世に出逢えるまち～千年にわたり護られてきた中世文化遺産の宝庫～』として日本遺産に認定[7]。
  - 6月 - 市内でイズミヤ河内長野店を運営するエイチ・ツー・オー リテイリンググループが、河内長野市との間で公民連携協定を締結。
  - 7月1日 - 河内長野市が、有料広告掲載事業に関する基本要綱に沿って、市有の30施設を対象に命名権（ネーミングライツ）パートナーを初めて募集。その結果、河内長野市立図書館、河内長野市立福祉センター錦渓苑、河内長野市立小山田コミュニティセンター・小山田地域福祉センター（あやたホール）、河内長野駅前歩行者デッキの4施設について、民間事業者との間でネーミングライツパートナー契約を締結した（契約期間は5年間）。
- 2020年（令和2年）
  - 9月 - 日本女子サッカーリーグに加盟するスペランツァ大阪高槻が、河内長野市との間でホームタウン契約を締結[8]。
  - 9月 - 鬼にまつわる市内の伝説を地域の振興（町おこし）に反映させる目的で「河内長野市鬼でまちおこし条例」を制定[9]。『鬼ガール!!』（奥河内地域を舞台に撮影された実写映画）で主演した井頭愛海（大阪府堺市出身の女優）を「鬼でまちおこしアンバサダー（大使）」に任命した[10]。
- 2021年（令和3年）
  - 4月1日 - スペランツァ大阪高槻の命名権を保有しているコノミヤが、上記のホームタウン契約の一環として、河内長野市から下里運動公園人工芝球技場の命名権を取得。同日付で、球技場名を「コノミヤ・スペランツァ球技場」に変更した[11]。
  - 4月3日 - イズミヤ河内長野店の4階に、河内長野市が地域コミュニティ拠点として「イズミヤゆいテラス」をオープン。前述したエイチ・ツー・オー リテイリンググループとの公民連携協定に沿って、かつてボウリング場や売場に使用していた4階の全フロアをグループ会社から無償で貸与されたことを機に、市内に分散していた福祉関連の行政機能（河内長野市社会福祉協議会や障がい者就労施設など）を集約させた[12]。
  - 4月 - 内閣府による「スーパーシティ型国家戦略特別区域」指定の公募に対して、河内長野市が南花台地区を申請。大阪府内の住宅地区では唯一の申請であったが、内閣府が8月に（河内長野市を含めた）全ての申請団体へ再提案を要請したことを受けて、10月に南花台地区を改めて申請した[13]。
  - 11月26日 - 大阪府内の灌漑（かんがい）施設としては初めて、市内の北部にある寺ヶ池と寺ヶ池用水路が、国際かんがい排水委員会からかんがい施設遺産に登録。
- 2022年（令和4年）
  - 2月14日 - 清水地区で維持・保全されている「惣代（そしろ）の棚田」が、農林水産省から「つなぐ棚田遺産」に選定[14]。
  - 3月11日 - 市内の山間域における遭難事故の防止に向けて、河内長野市消防本部と株式会社ヤマップが相互連携・協力に関する包括協力協定（消防機関としては日本初の協定で通称「遭難ZERO協定」）を締結。
- 2023年（令和4年）
  - 10月19日 - 駐車場の予約アプリを提供しているakippa株式会社との間で、日本の地方公共団体としては初めての包括連携協定を締結[15]。

## 姉妹都市・提携都市
カーメル市（アメリカ合衆国インディアナ州）
以前から交流を重ねていた市内の清教学園中・高の姉妹校があるカーメル市と1994年4月8日に姉妹都市提携の調印が行われ、交流がスタートした。
カーメル市は人口100,000人程度の都市であり、州都インディアナポリス市の北に隣接するベッドタウンである。

## 行政

### 市長
- 西野修平（にしの しゅうへい、2024年8月3日就任、1期目）

| 代 | 市長名 | 市長名     | 任期            | 回数  |
| 1  |        | 小柴竹虎   | 1954年 - 1966年 | 3期   |
| 2  |        | 井上喜代一 | 1966年 - 1980年 | 4期   |
| 3  |        | 東武       | 1980年 - 1996年 | 4期   |
| 4  |        | 橋上義孝   | 1996年 - 2008年 | 3期   |
| 5  |        | 芝田啓治   | 2008年 - 2016年 | 2期   |
| 6  |        | 島田智明   | 2016年 - 2024年 | 2期   |
| 7  |        | 西野修平   | 2024年 -        | 1期目 |

### 市章・市民歌
市章
- 1954年（昭和29年）7月に公募し、同年8月1日に市章として採用。
- 大阪府を外郭に表し、中央には河内長野市の「長」の文字を配している。全体としては、桜の形をしている。

市民歌
- 「河内長野市市民歌」 作詞：安西冬衛 作曲：野口源次郎 編曲：高橋半
- 1955年（昭和30年）8月1日に制定。

```
1.仰げ金剛　むすべ石川
 すがたけだかく　流れ清らに
 われらは誇る　この山この川
 河内長野　河内長野市
 いのち　とわに　あたらし
2.かおれ楠　におえ桜よ
 心ゆかしく　しずくあきらに
 われらは愛(お)しむ　この風この土
 河内長野　河内長野市
 光　つねに　あまねし
3.こぞれ生産　勢(きお)え人びと
 行くて明るく　のぞみ豊かに
 われらは讃(たと)う　この市(まち)この幸(さち)
 河内長野　河内長野市
 文化日々に　にぎわし
```

### シンボルキャラクター
河内長野市には、「モックル」というシンボルキャラクターがある。1997年（平成9年）〜1998年（平成10年）に市民から募集したデザイン349点・愛称535点の中から決定された。デザインについては、市の木「クスノキ」と、市の資源である「緑」をモチーフに擬人化したもので、また、愛称については、市の豊かな自然を表す「木（モク）」と、人・まち・緑でつくる夢の「輪・仲間（サークル）」との造語である。「モックル」という名称は、モクモクと広がる市の未来をイメージさせる弾んだ語感だという。河内長野市は、市域の大部分が森林なので、モックルは、河内長野市の特徴をよく表している。

### 市民憲章
河内長野市民憲章は、1967年（昭和42年）11月3日に制定されている。

金剛、葛城、岩湧とつらなる山山にかこまれた河内長野市は、清らかな山河と、澄み切った大気のなかで、貴重な文化財を伝えてきたゆかしいまちであり、また、進取と不屈の精神をもって、新しい都市を建設しつつある、力強くたくましいまちです。

わたしたちは、このまちの市民であることに誇りをもち、心あわせて、さらに美しく住みよいまちにするため、ここに、この市民憲章を定めました。
- わたしたちは、恵まれた自然を愛しましょう
- わたしたちは、豊かな文化財に学びましょう
- わたしたちは、生産することの価値をたたえましょう
- わたしたちは、新しい世代に役だつ人となりましょう
- わたしたちは、人人との交わりを大切にしましょう

### 都市宣言
| - 青少年健全育成都市宣言 - 健康都市宣言 - 非核平和都市宣言 - 人権擁護都市宣言 | - 交通安全都市宣言 - 河川を美しくする都市宣言 - 教育立市宣言（全国で3番目） |

## 議会

### 大阪府議会
- 選挙区：河内長野市
- 選出議員：道端俊彦（かわちながの未来プロジェクト）

### 衆議院
- 選挙区：大阪15区（堺市（美原区）、富田林市、河内長野市、松原市、大阪狭山市、南河内郡）
- 任期：2024年10月27日 - 2028年10月27日
- 投票日：2024年10月27日
- 当日有権者数：380,258人
- 投票率：50.93%

| 当落 | 候補者名   | 年齢 | 所属党派     | 新旧別 | 得票数   | 重複 |
| ---- | ---------- | ---- | ------------ | ------ | -------- | ---- |
| 当   | 浦野靖人   | 48   | 日本維新の会 | 前     | 77,584票 |      |
| 比   | 島田智明   | 54   | 自由民主党   | 新     | 62,351票 | ○    |
|      | 松浦たけし | 61   | 立憲民主党   | 新     | 28,868票 | 〇   |
|      | 仲川学     | 48   | 日本共産党   | 新     | 19,133票 |      |

## 経済

### 産業
河内長野市では、豊かな森林資源を活かした爪楊枝（つまようじ）やすだれ産業が盛んであった。中でも爪楊枝は明治時代から河内長野市の地場産業として発展し、過去全国で使用される爪楊枝の国内生産量の約95%を占めた。古くから鋳物生産も行われており、工業団地やモリ工業周辺を中心に可鍛鋳鉄やステンレスなどの製造業が盛んである。さらに、僧坊酒として天野酒が知られており、西條酒造で復刻が行われている。濃い琥珀色の酒で、多量の麹で仕込むために口当たりは甘い。豊臣秀吉が愛飲し、令状として朱印状を送ったと記録されている。（#歴史 - 1584年参照）
産業人口としては第3次産業が多く大阪外環状線を中心に大型商業施設、ロードサイド型の飲食店や小売店などが連なる。また市制施行以降に河内長野市へ移り住んできた人々の多くは、大阪市や堺市などの大都市の企業などへ勤めている。南海高野線で橋本まで行けることから、橋本市や五條市などへ通勤している人もいるほか、国道170号線（大阪外環状線）で隣接する和泉市への車でのアクセスも容易なことから、「ハローワーク河内長野」（河内長野市昭栄町7－2）にテクノステージ和泉立地企業からの求人情報も多く掲載されている。

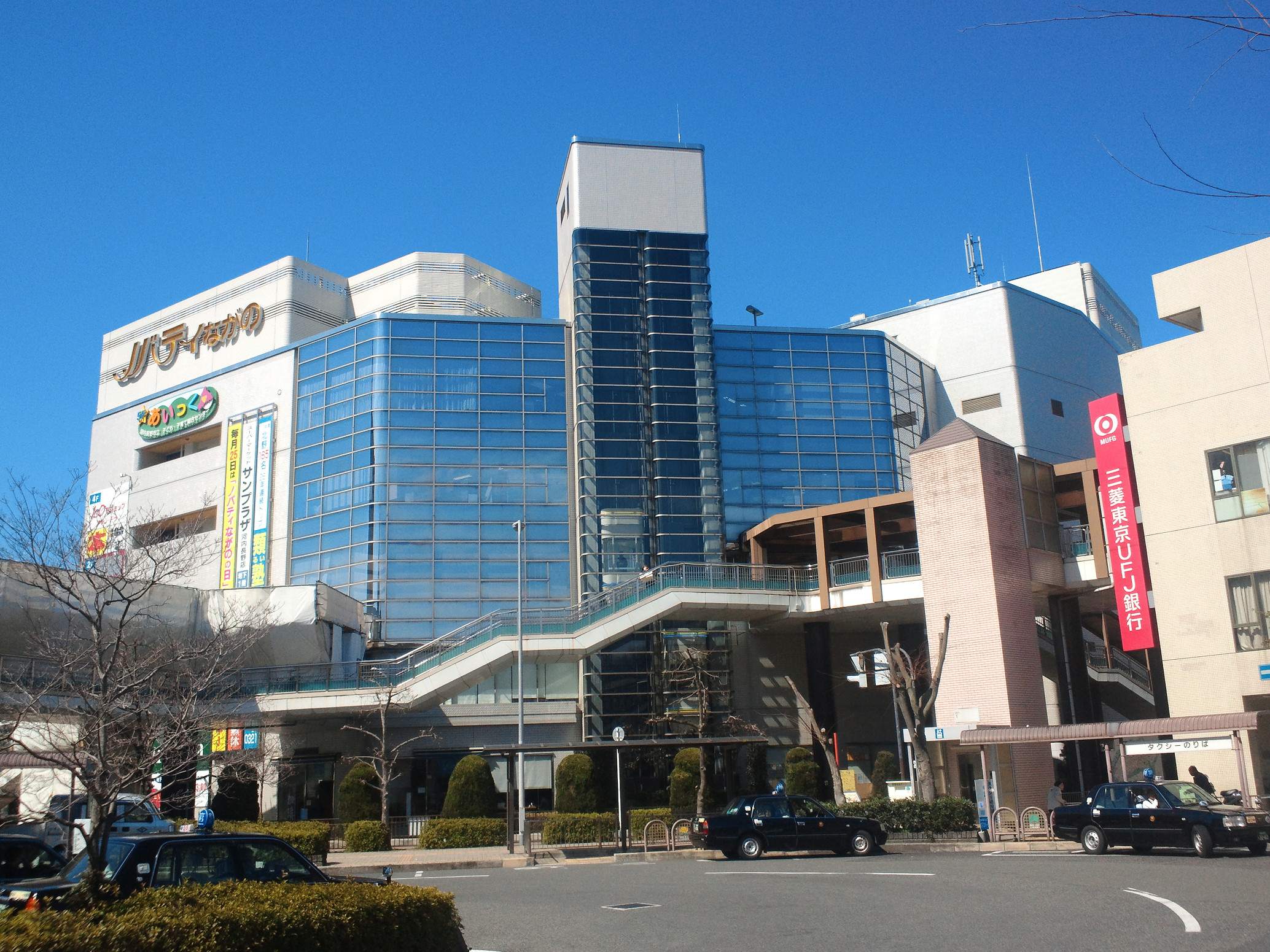
ノバティながの
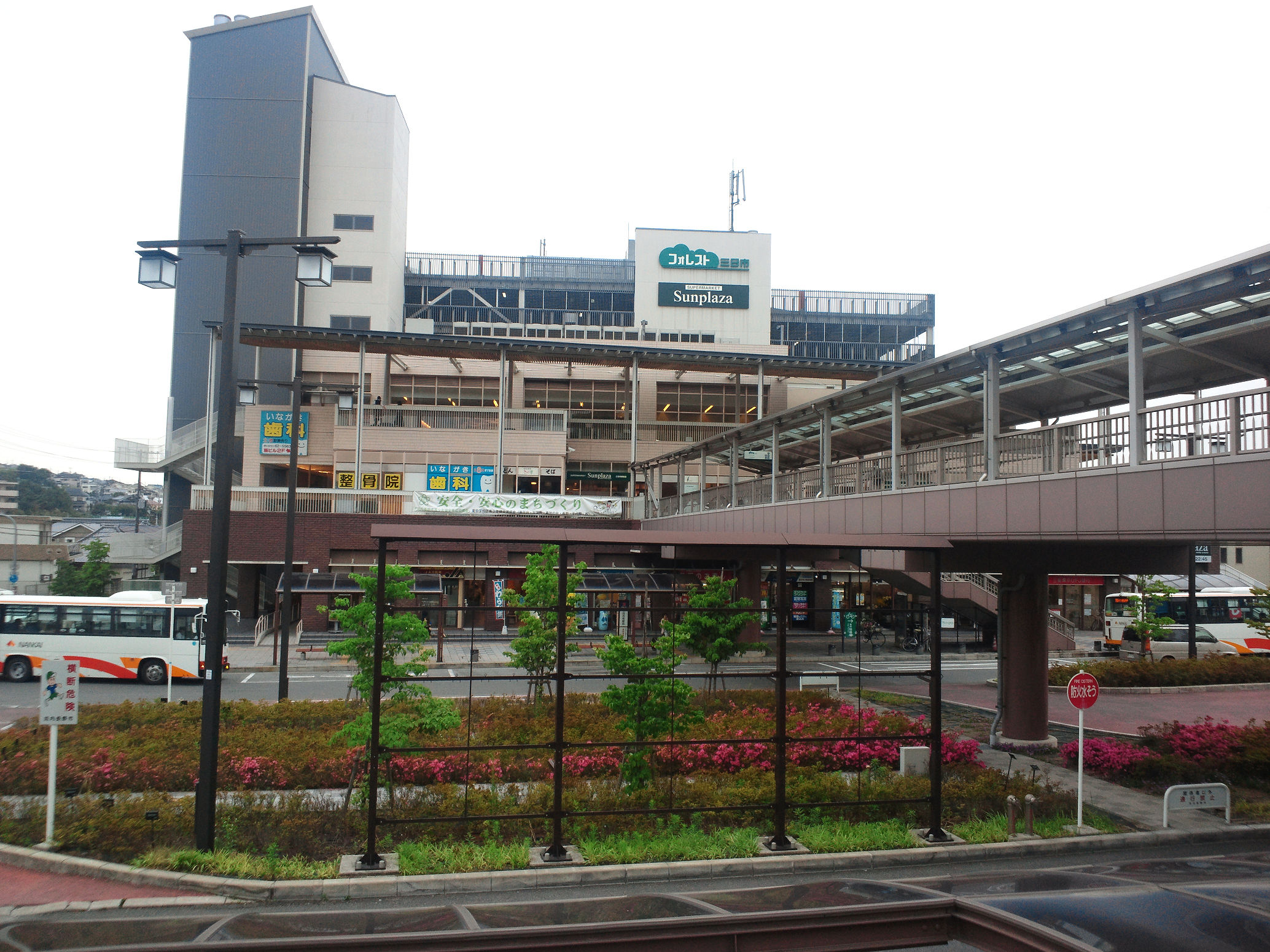
フォレスト三日市
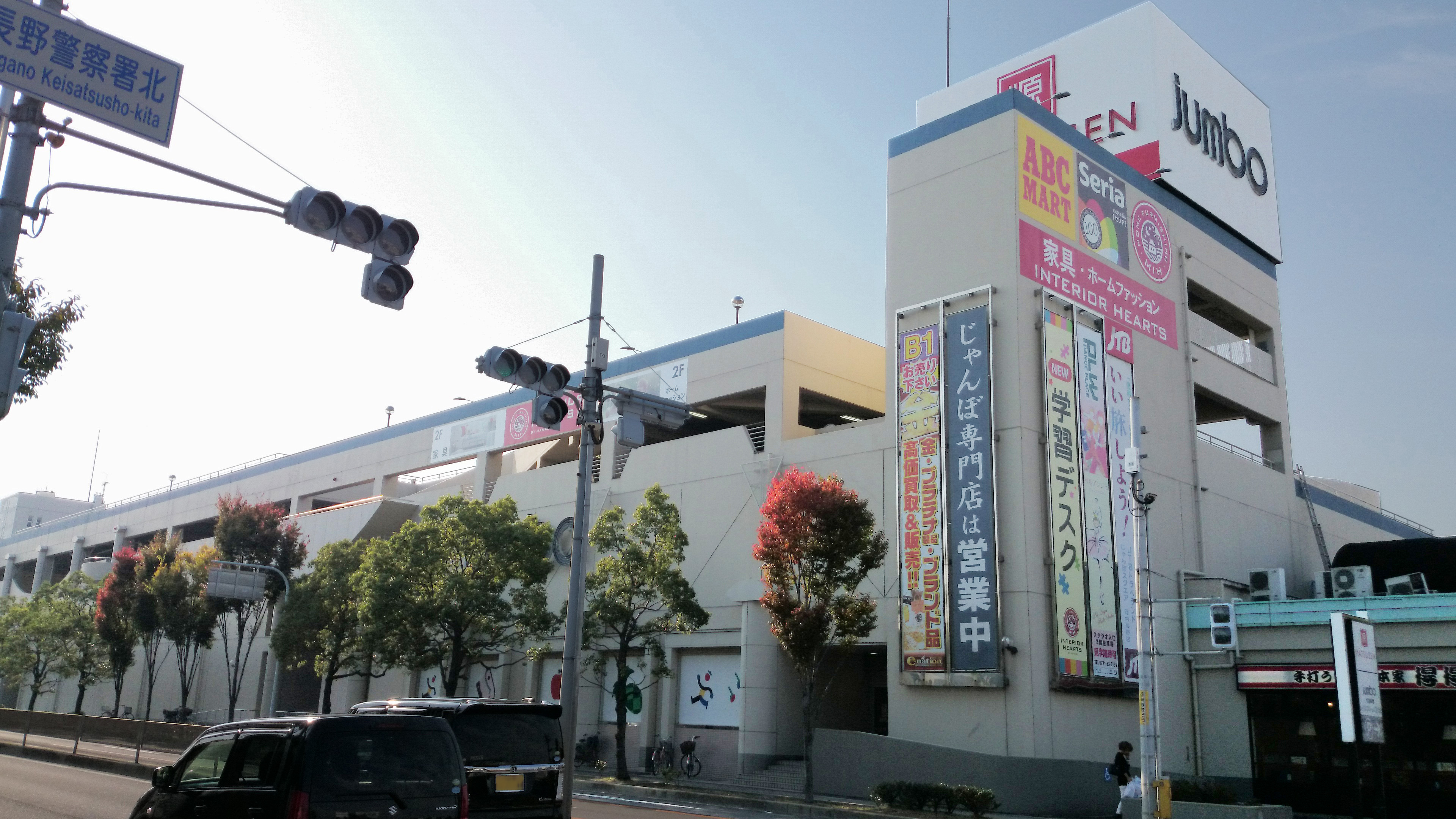
じゃんぼスクエア河内長野
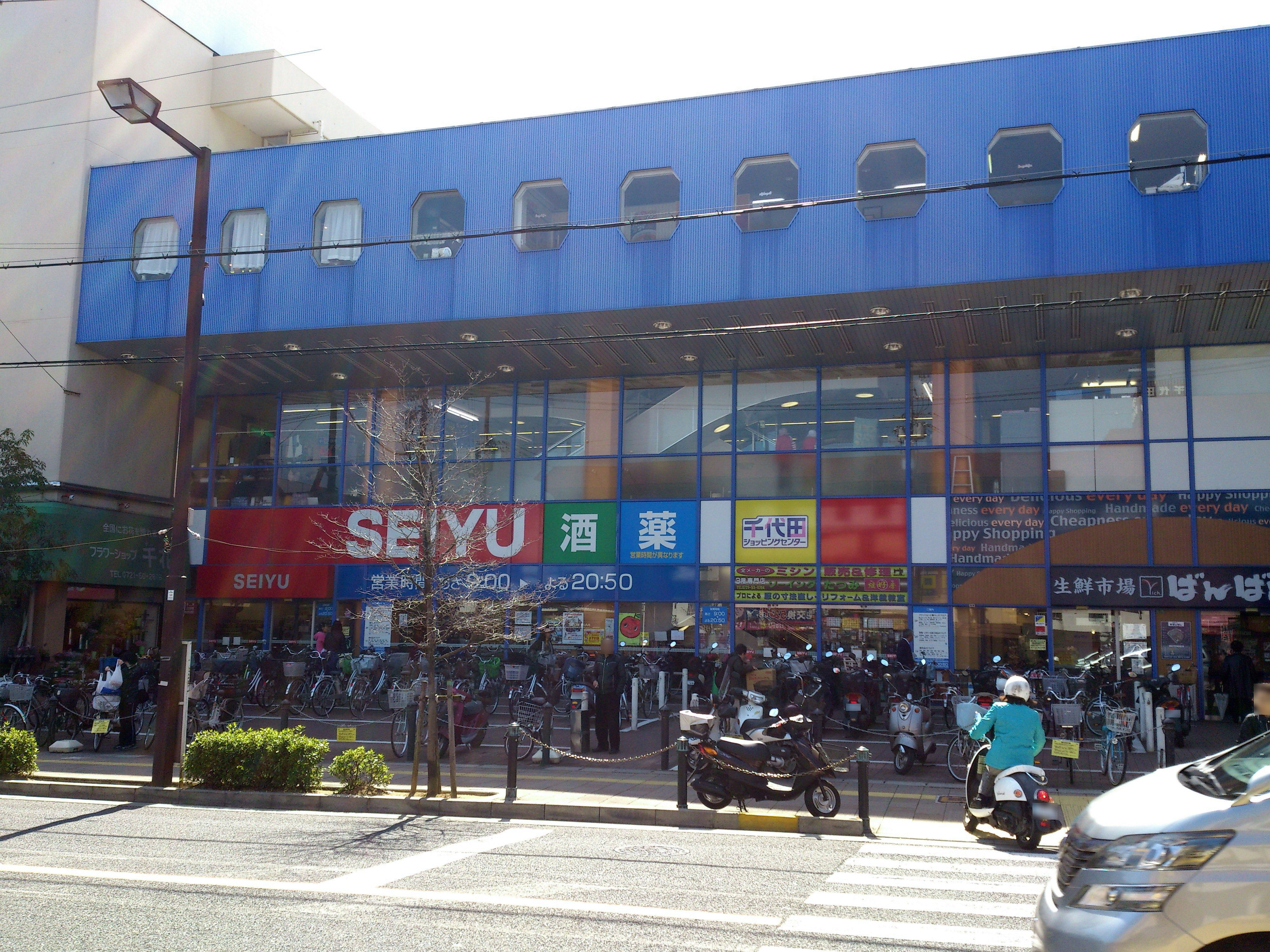
千代田ショッピングセンター

2009年現在の事業所数は2,993事業所、事業者数は26,405人。以下は産業別事業者数の推移。
| 事業者数   | 2000年 | 2005年 | 2009年 |
| ---------- | ------ | ------ | ------ |
| 第一次産業 | 11     | 4      | 60     |
| 第二次産業 | 5,963  | 5,088  | 5,254  |
| 第三次産業 | 21,587 | 21,678 | 21,091 |

#### 郷土産業・特産品
河内長野市の産業
- つまようじ・すだれ（大阪金剛簾）
- 地酒天野酒
- 小山田の桃
- 天見のナンテン
- 可鍛鋳鉄・ステンレス（モリ工業・吉年）
- 釘・鋲・ベアリング

### 金融機関
| - 三井住友銀行（河内長野支店） - 三菱UFJ銀行（河内長野支店） - りそな銀行（河内千代田支店） - 紀陽銀行（河内長野支店） - 南都銀行（河内長野支店） | - 徳島大正銀行（千代田支店） - 大阪シティ信用金庫（河内長野支店） - 成協信用組合（河内長野支店） - 内藤証券（河内長野支店） |

### 農協
- JA大阪南

| - 河内長野支店 - 千代田支店 - 高向支店 - 河内長野市役所CSコーナー | - 三日市支店 - 加賀田支店 - 高向営農経済センター |

### 日本郵政グループ
（2021年2月現在）
- 日本郵便株式会社

| - 河内長野郵便局（喜多町） - 集配局。 - 河内長野野作（のさく）郵便局（野作町） - 三日市郵便局（三日市町） - 河内長野美加の台郵便局（美加の台） - 河内長野南花台郵便局（南花台） - 河内長野緑ケ丘郵便局（緑ケ丘中町） - 河内長野青葉台郵便局（北青葉台） - 河内長野高向（たこう）郵便局（高向） | - 河内長野松ケ丘郵便局（松ケ丘中町） - 河内長野本町郵便局（本町） - 千代田郵便局（楠町東） - 河内長野千代田台郵便局（千代田台町） - 滝畑簡易郵便局（滝畑） - 天見（あまみ）簡易郵便局（清水） - 加賀田簡易郵便局（加賀田） |

- ゆうちょ銀行

- 大阪支店　イズミヤ河内長野店内出張所（喜多町）（ATMのみ／ホリデーサービス実施）

その他簡易郵便局を除く各郵便局にATMが設置されており、河内長野・千代田の各郵便局ではホリデーサービスを実施。
※河内長野市内各区域の郵便番号は「586-00xx」（河内長野郵便局の集配担当）となっている。

## 観光

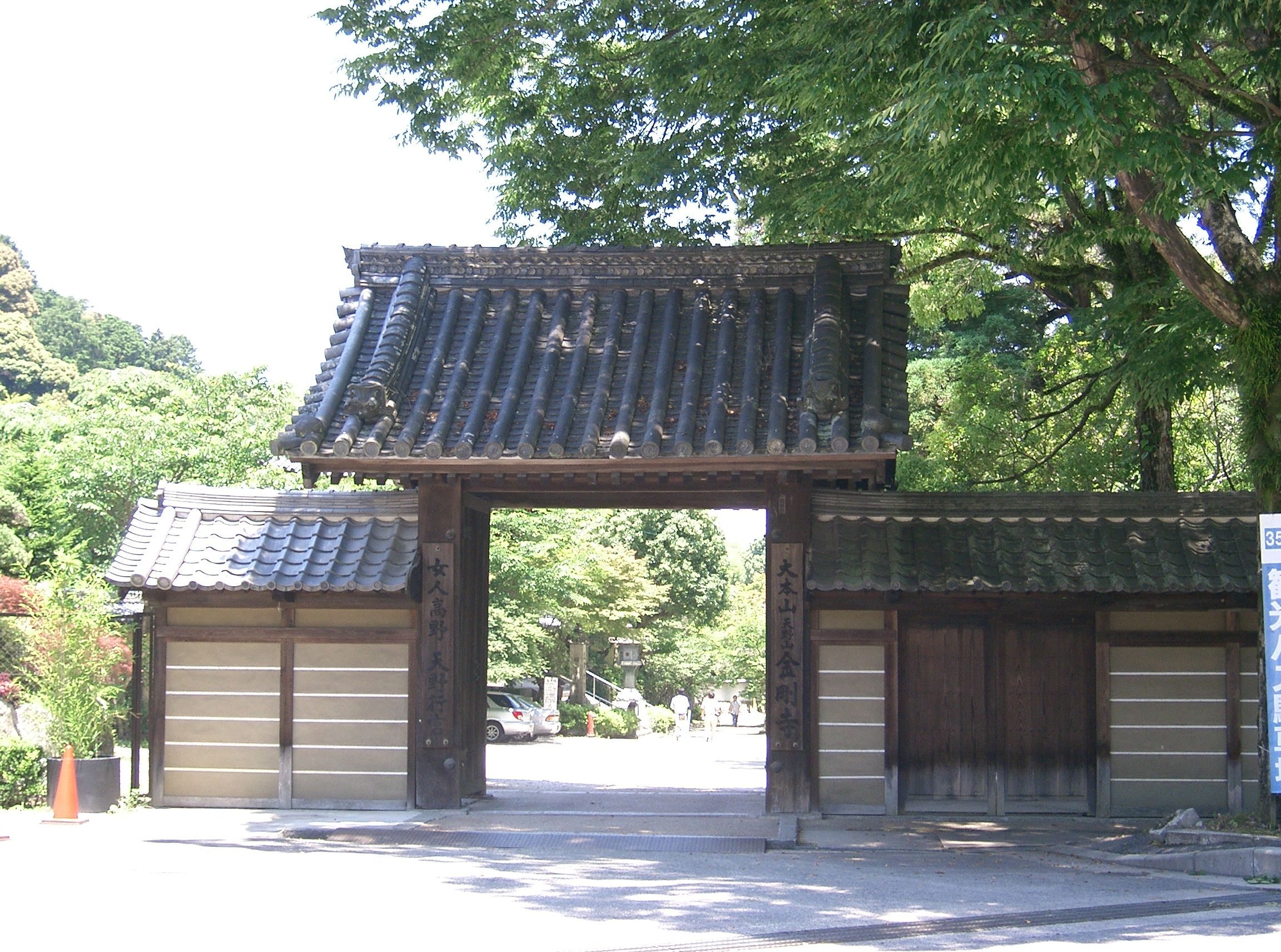
金剛寺 南大門

大正期には、高野山参詣の終着駅であったこともあり、天然温泉をうりに観光地として賑わったものの、高野登山鉄道が延伸するとともに賑わいは薄れていった。その後も、南北朝時代の史跡や数多くの文化財を有していながら、これらが脚光を浴びることはほとんどなかった。現在は、河内長野市と千早赤阪村に広がる山麓エリアの観光地を奥河内として積極的にアピールし、2019年には日本遺産『中世に出逢えるまち 〜千年にわたり護られてきた中世文化遺産の宝庫〜』として指定されるなど再注目されている。
主な観光名所としては、古い町並みが残る高野街道や、観心寺や金剛寺などの歴史的建造物、金剛山や岩湧山などの豊かな森林自然や滝畑四十八滝などが代表される。天然温泉には長野温泉、天見温泉が残っている。

### 名所旧跡

#### 神社・寺院
- 観心寺（国の史跡）
  - 金堂、木造如意輪観音坐像、観心寺縁起資財帳の3件の国宝のほか、建造物、仏像など多くの文化財を有する。
- 金剛寺（国の史跡）
  - 延喜式（3巻）、延喜式神名帳、剣（無銘、平安時代）、木造大日如来坐像・不動明王坐像・降三世明王坐像（計3躯）、紙本著色日月四季山水図の5件の国宝のほか、建造物、仏像など多くの文化財を有する。
- 延命寺
  - 木造釈迦如来立像（重要文化財）、延命寺の夕映もみじ（市指定天然記念物）、僧浄厳墓（市指定史跡）
- 岩湧寺
  - 岩湧寺多宝塔（重要文化財）、木造大日如来坐像（重要文化財）、岩脇寺のカヤ（市指定天然記念物）
- 極楽寺
  - 融通念仏宗中本山、聖徳太子創建。
- 興禅寺の木造阿弥陀如来坐像（重要文化財）
- 地蔵寺（府指定名勝）
- 月輪寺の木造薬師如来坐像（府指定有形文化財）
- 光滝寺（市指定名勝）

| - 河合寺 - 盛松寺 - 薬師寺 - 野作薬師寺 | - 松林寺 - 石仏寺（阿弥陀寺） - 勝光寺 | - 明忍寺 - 蓮光寺 - 西福寺 - 安楽寺 |

- 長野神社
  - 長野神社本殿（重要文化財）、長野神社のかやのき（府指定天然記念物）
- 烏帽子形八幡神社本殿（重要文化財）
- 八幡神社のいちょう（府指定天然記念物）
- 天神社本殿（市指定有形文化財）
- 加賀田神社本殿（市指定有形文化財）
- 高向神社本殿（市指定有形文化財）

| - 赤坂上之山神社 - 西代神社 - 千代田神社 - 川上神社 | - 住吉神社 - 蟹井神社 - 青賀原神社 |

#### 街道・建築物
- 高野街道（西高野街道、東高野街道、中高野街道）
  - 西條合資会社旧店舗主屋（登録有形文化財）
  - 八木家住宅主屋（登録有形文化財）
  - 烏帽子形城跡（烏帽子形公園）（国の史跡、楠木七城）
  - 七つ辻
  - 長野温泉（河内長野荘）
  - 天見温泉（南天苑）
    - 南天苑本館（登録有形文化財）
- 山本家住宅（重要文化財）
- 左近家住宅（重要文化財）、左近邸の桑の木（府指定天然記念物）
- 河内長野市立滝畑ふるさと文化財の森センター
  - 梶谷家住宅（市指定有形文化財）
- 福田家住宅（府指定有形文化財）
- 伝大江時親邸跡（府指定史跡）
- 辻野家住宅主屋（登録有形文化財）
- 河内長野市立武道館（登録有形文化財）
- 旧三日市交番（市指定有形文化財）

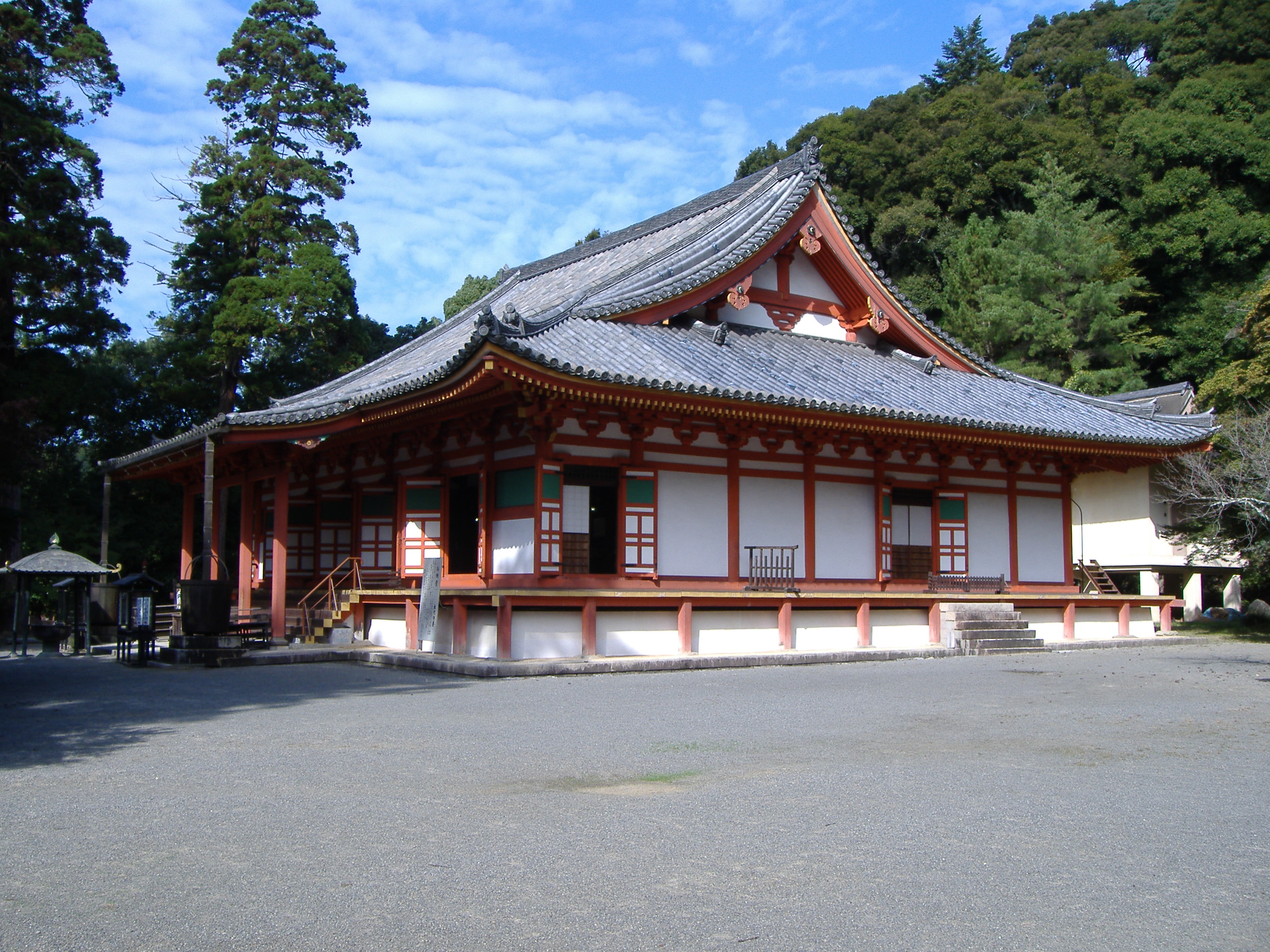
観心寺
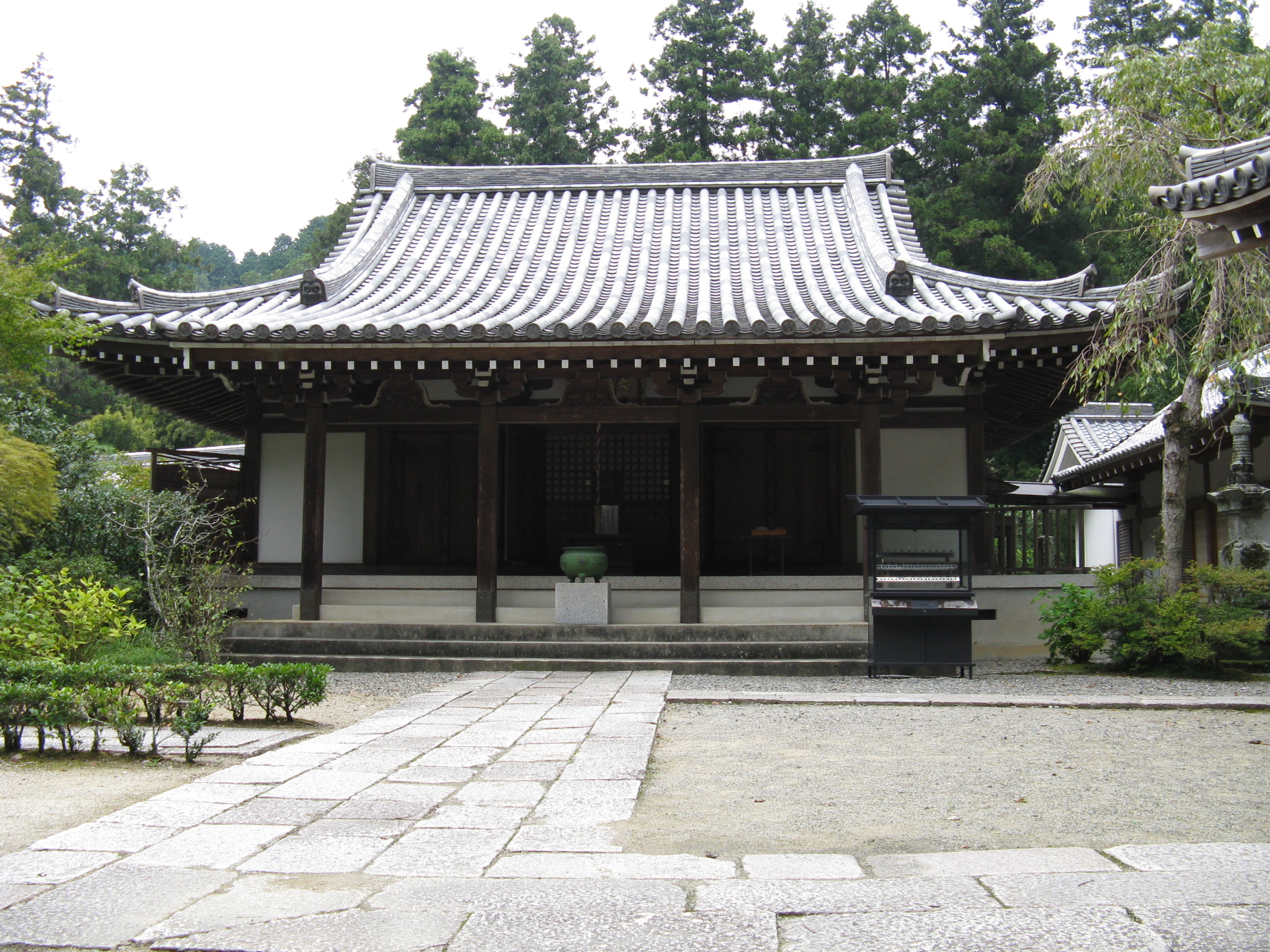
延命寺
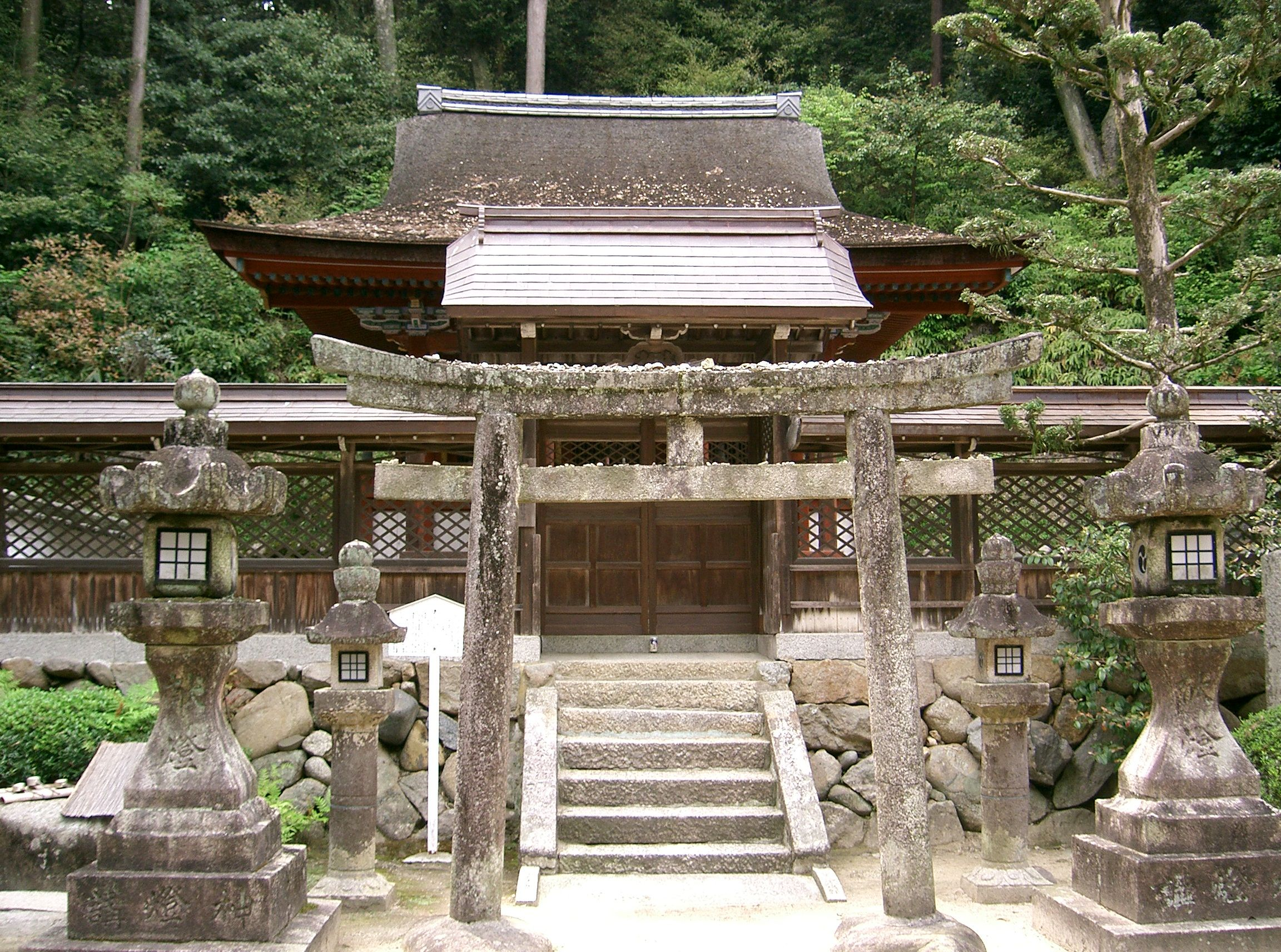
烏帽子形八幡神社
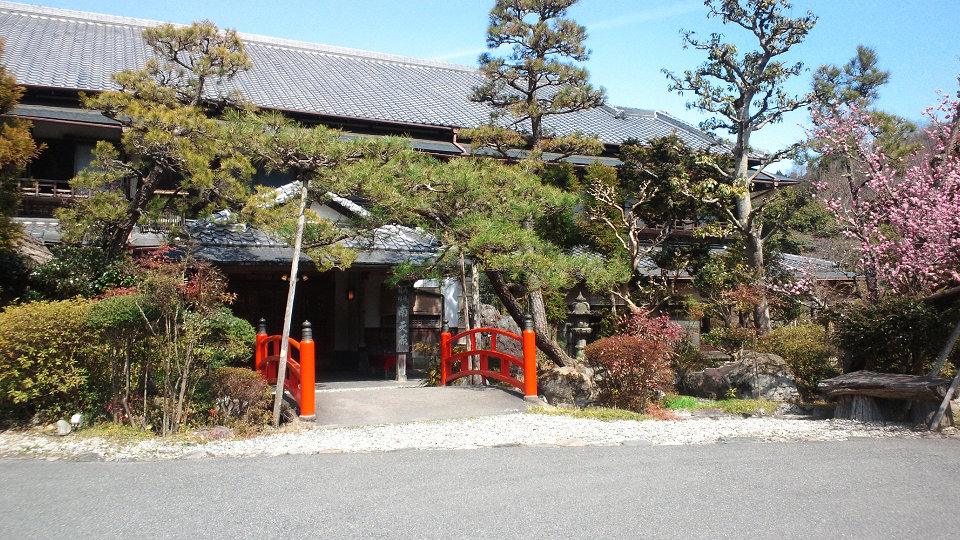
南天苑（天見温泉）
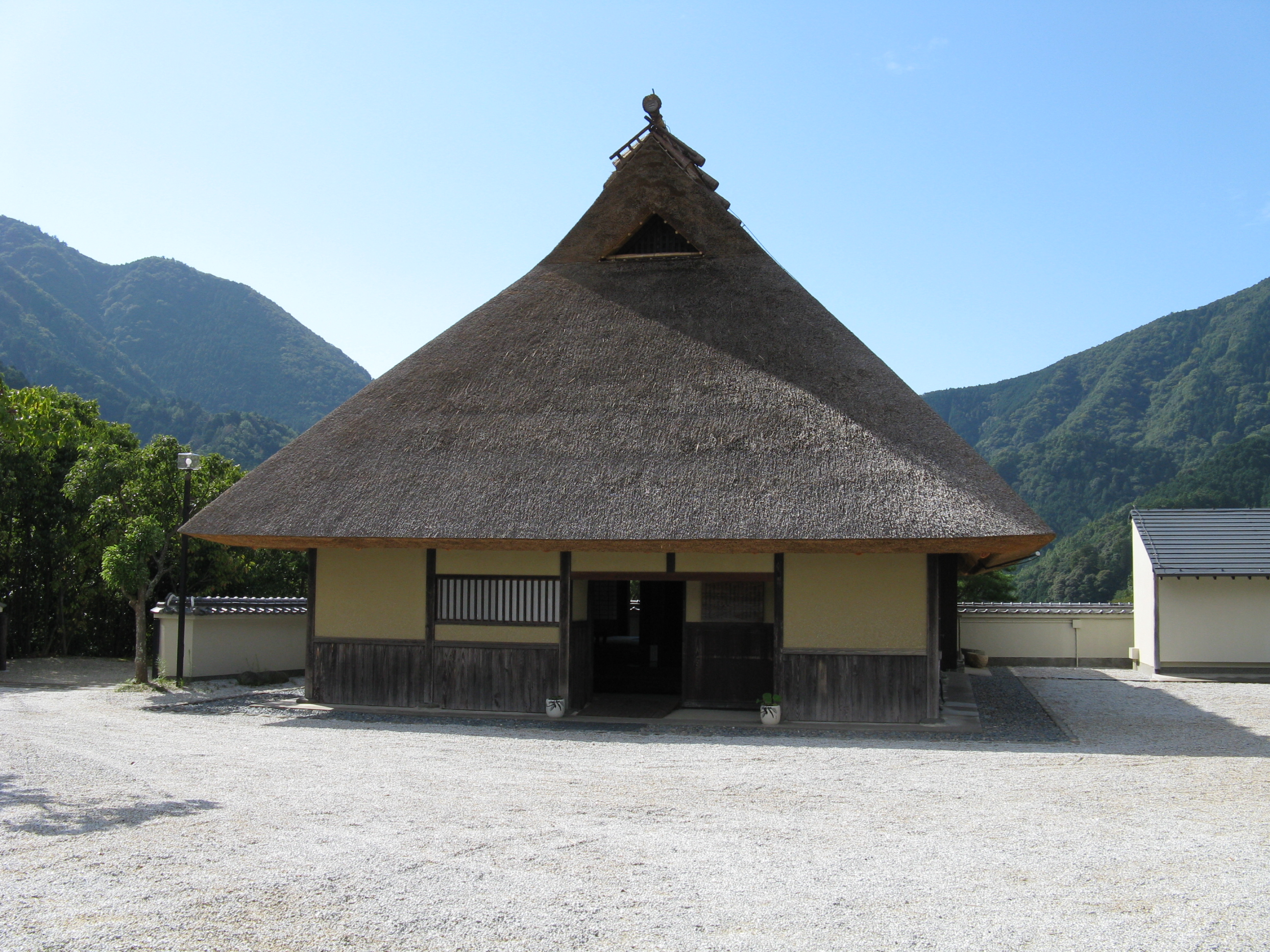
市立滝畑ふるさと文化財の森センター

### 自然・公園
| - 岩湧山（府の文化財） - 金剛山 - 槇尾山 - 一徳防山 - 旗尾岳 - 三国山 | - 神福山 - 府庁山 - 編笠山 - 金剛生駒紀泉国定公園 - ダイヤモンドトレール |

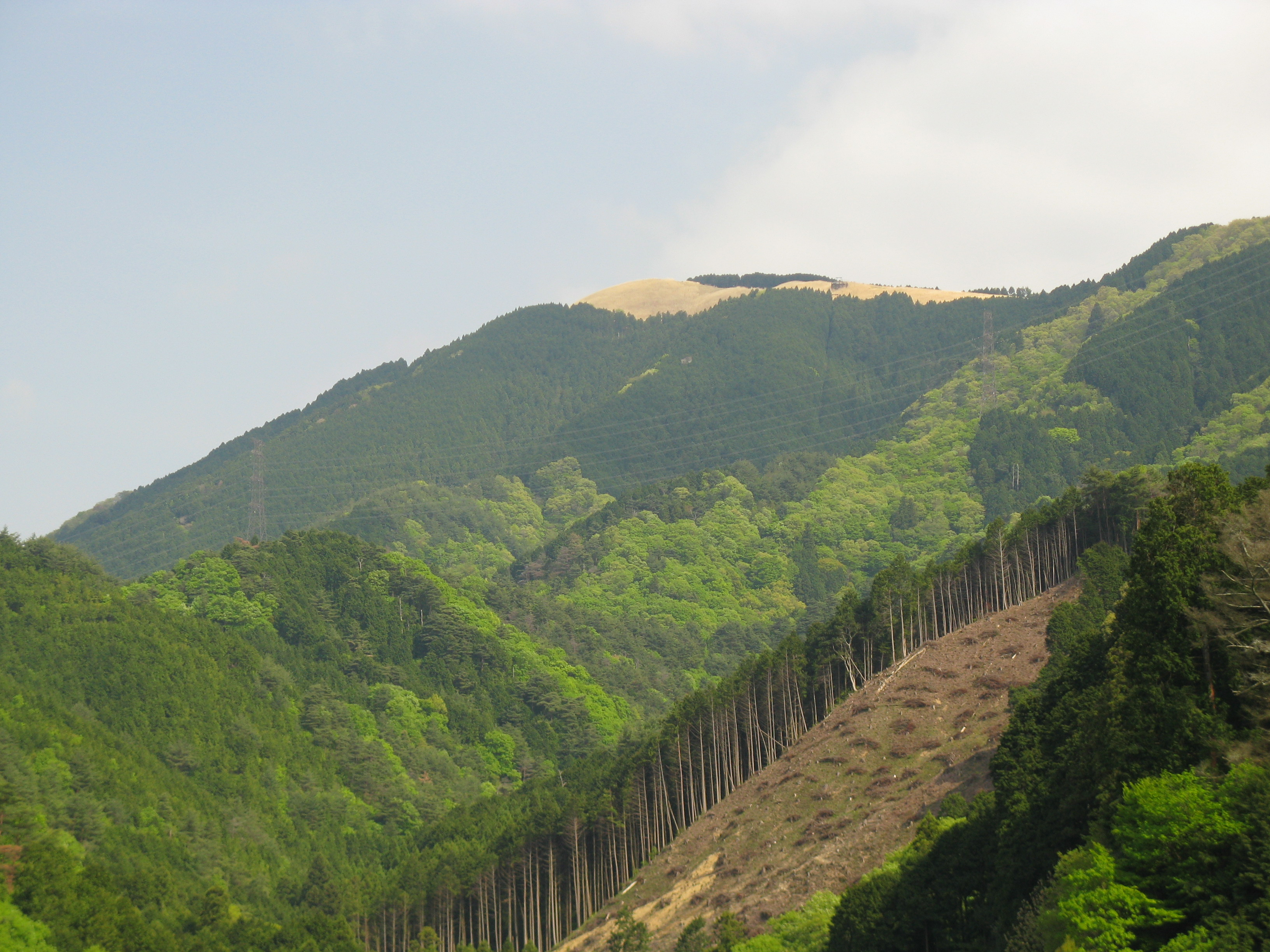
岩湧山
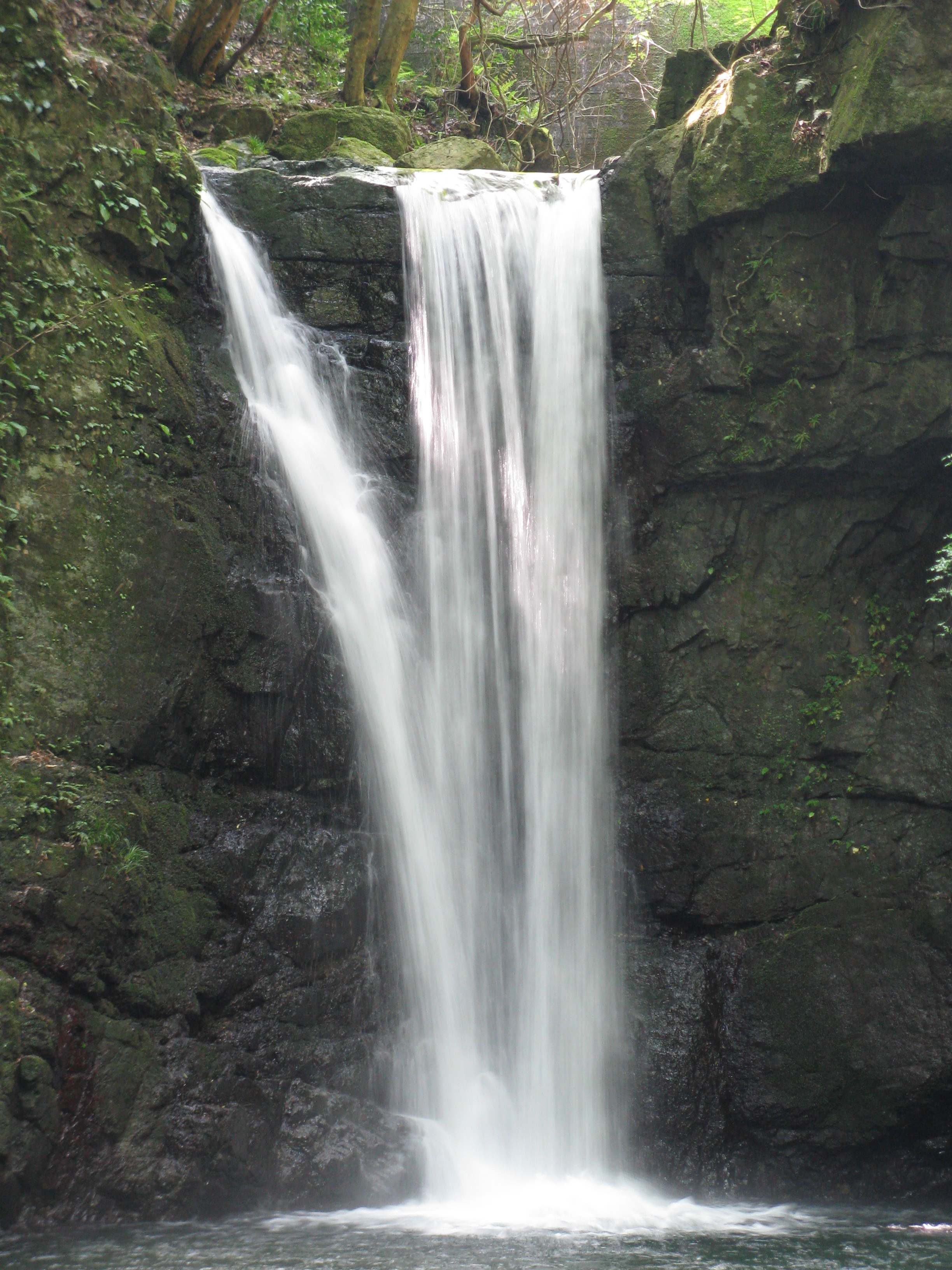
滝畑四十八滝
- 滝畑ダム（キャンプ場）
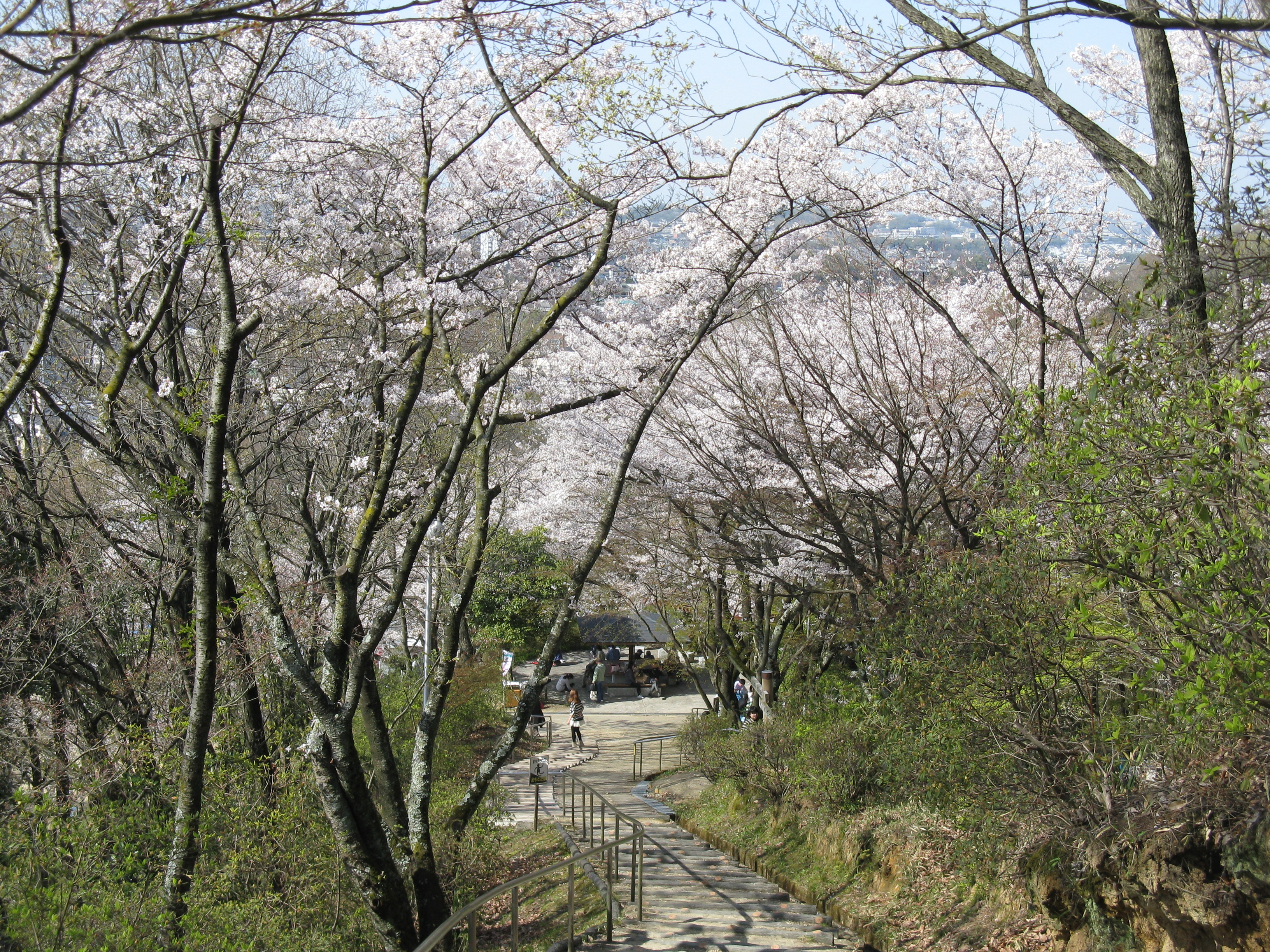
長野公園
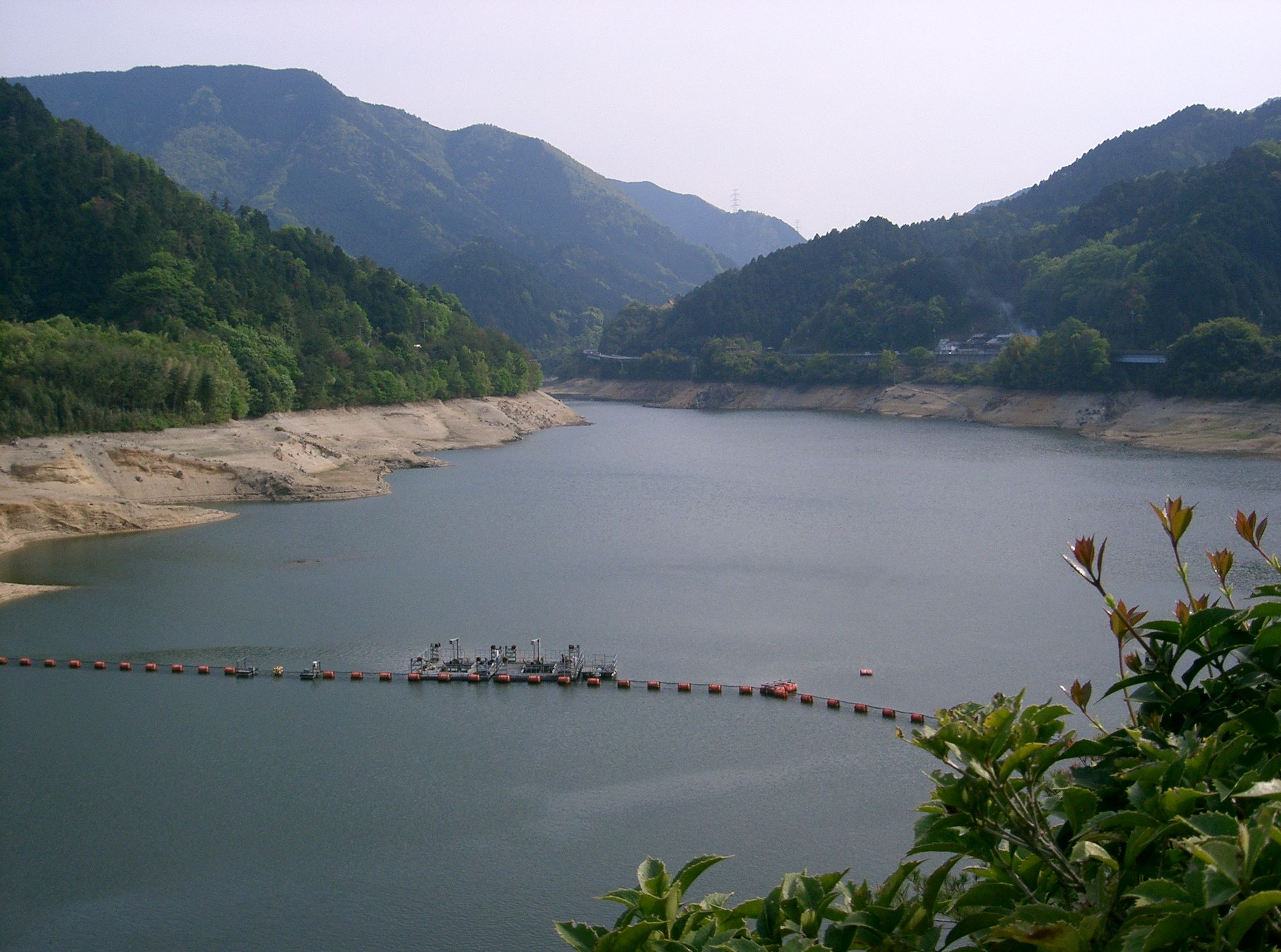
滝畑ダム
  - 長野地区（奥河内さくら公園）
  - 河合寺地区（奥河内あじさい公園）
  - 延命寺地区（奥河内もみじ公園）
  - 天野山地区（奥河内天野キャンプの森）
  - 観心寺・丸山地区（奥河内楠公の里）
- 寺ヶ池公園（寺ヶ池）

- 岩湧山
- 光滝(滝畑四十八滝)
- 長野公園（長野地区）
- 滝畑ダム

### 観光施設・資料館
- 関西サイクルスポーツセンター
- 花の文化園
- 奥河内くろまろの郷
- 岩湧の森「四季彩館」 : 岩湧山にあるセンターハウス
- 市立ふるさと歴史学習館「くろまろ館」[21]
  - 市立ふれあい考古館  と市立郷土資料館  が合併
- 市立林業総合センター「木根館」
- 天野山フルーツパーク
- 小深の里 マス釣り場
- つまようじ資料室（広栄社）
- すだれ資料館（井上スダレ）

### 行事

#### 河内長野だんじり祭り

西代神社（原）の地車

祭礼日は、10月体育の日の前日および前々日。主に堺型・住吉型の地車が数多く存在する。地車の後輪を持ち上げ、そのバランスを取りながら勢いよく地車を回転させる「ぶん回し」は圧巻。また、三日市地区では「やりまわし」も行われる。主な地車は以下の一覧に加えて、育成会が所有するものもある。
宮入神社およびその氏子区
三日市地区
- 赤坂上之山神社-片添・北部・南部
- 烏帽子形八幡神社-上田・小塩・喜多

千代田地区
- 千代田神社-市町西・市町東・木戸本郷・楠・千代田石坂・松ヶ丘・向野・鳴尾

長野地区
- 長野神社-長野
- 西代神社-西代・上原・野作・下西代・古野・石坂・原

高向地区
- 高向神社-上高向・下高向・中高向

加賀田地区
- 加賀田神社-加賀田

岩瀬地区
- 蟹井神社-岩瀬

2014年5月18日（日曜日）には、河内長野市役所駐車場から南海高野線・河内長野駅までのルートで、「河内長野市市制施行60周年記念祝賀地車パレード」を開催。地車を保有する自治会を中心に「河内長野市市制施行60周年記念祝賀地車パレード実行委員会」を設立したうえでの開催で、例年は上記の地区単位で曳行している24台の地車が、初めて一堂に会した。

#### 高野街道まつり
河内長野駅から三日市町駅までの高野街道や両駅の周辺、烏帽子形城などにおいて、毎年10月に開催されるイベントである。奥河内観光のひとつとして認識されている。

#### その他年間行事
| - 十日えびす - 後村上天皇献茶祭 - 観心寺本尊御開帳 - 正御影供 - 青葉祭 - 河内長野市民まつり | - 楠公祭 - 西代神楽 - 日野獅子舞 - 馬かけ神事 - 松明立神事 - 楽市きらく市 |

## 教育
全国で3番目に施行した教育立市宣言の理念から特に子育て支援に力が入れられており、全校区で小学校3年生からの英語教育と中1ギャップ解消のための小中一貫教育の実施、中学校給食(希望者のみ弁当デリバリー)の導入などが行われた。乳幼児に対しては子育て支援施設の充実や乳幼児医療費援助、延長保育（12時間）の実施、一時保育や放課後児童会の充実などが取り組まれている。
学校ICT環境としては、小中学校の各普通教室には、天吊りプロジェクター、OHC（書画カメラ）、ユニット型電子黒板とPCが設置されており、各教室の無線・有線LANなどを通じてPC教室のサーバからデジタルコンテンツが利用可能になっている。市立美加の台小学校内にあるメディアセンターが中心になって、 市内の全小学校で中華人民共和国やベトナムなどの学校とのテレビ会議による国際交流授業を行うなど先進的な取り組みが実施されている。
また、子どもの安全・安心な環境づくりの推進として、防災・災害情報や不審者情報等の緊急情報の電子メール配信、こども110番の家の拡大や、青少年指導員など地域の青少年育成団体のや市民等による見回り活動に加え、2006年度から｢青色防犯パトロール車」による巡回など活発に行われている。

### 大学

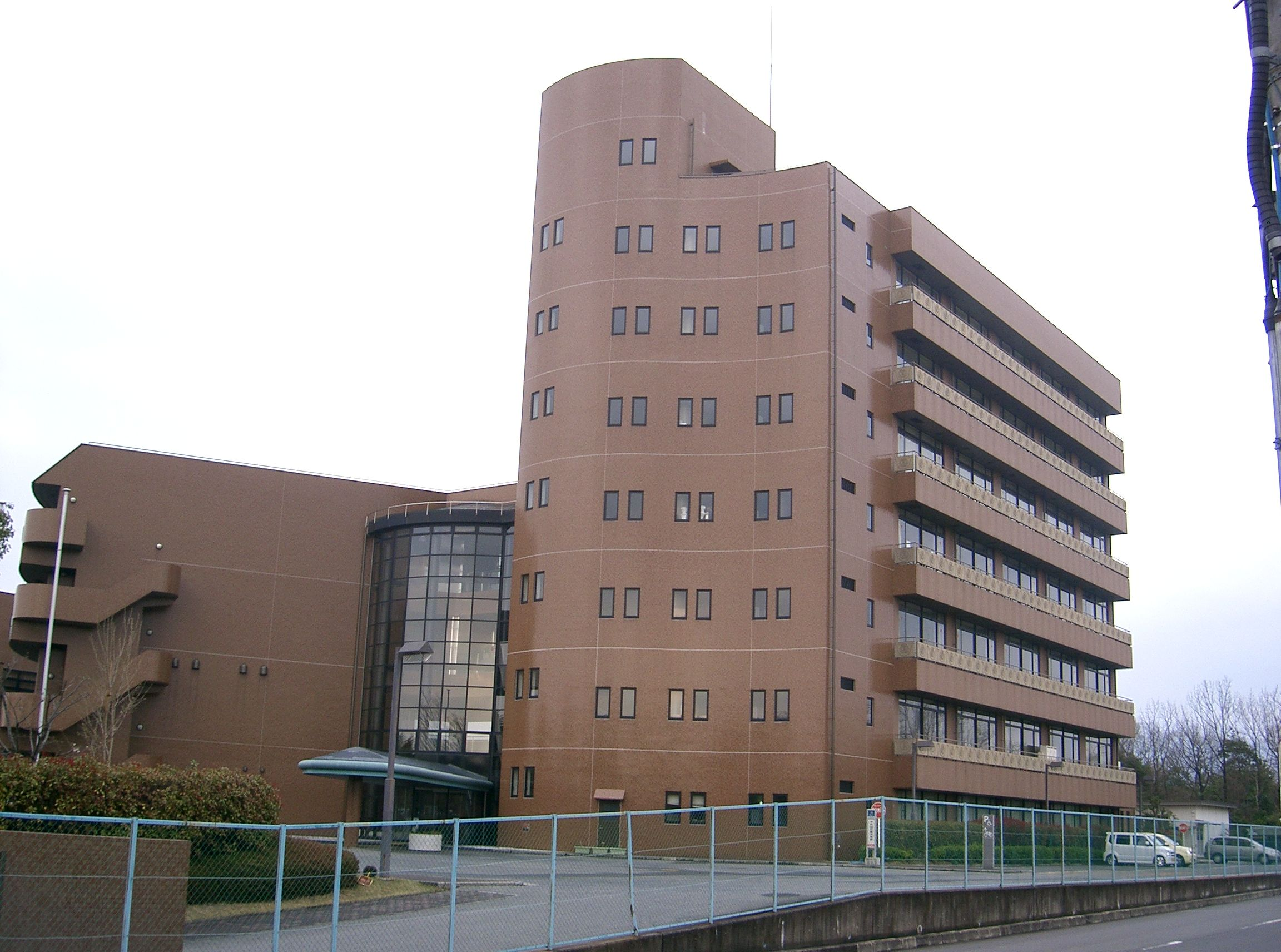
大阪千代田短期大学

- 大阪千代田短期大学

### 高等学校
- 大阪府立長野高等学校
- 大阪府立長野北高等学校
- 清教学園高等学校
- 大阪暁光高等学校

### 中学校
公立

| - 河内長野市立加賀田中学校 - 河内長野市立千代田中学校 - 河内長野市立長野中学校 - 河内長野市立南花台中学校 | - 河内長野市立西中学校 - 河内長野市立東中学校 - 河内長野市立美加の台中学校 |

私立
- 清教学園中学校

### 小学校
| - 河内長野市立天野小学校 - 河内長野市立加賀田小学校 - 河内長野市立高向小学校 - 河内長野市立小山田小学校 - 河内長野市立三日市小学校 - 河内長野市立川上小学校 - 河内長野市立長野小学校 | - 河内長野市立石仏小学校 - 河内長野市立天見小学校 - 河内長野市立南花台小学校 - 河内長野市立楠小学校 - 河内長野市立美加の台小学校 - 河内長野市立千代田小学校 |

### 幼稚園
公立
- 河内長野市立三日市幼稚園

私立

| - 清教学園幼稚園 - 大阪千代田短期大学附属幼稚園 - 錦渓幼稚園 - ひなぎく幼稚園 - 長野台幼稚園 | - 奈良佐保短期大学附属河内長野幼稚園 - くすのき幼稚園 - 勝山愛和青葉台幼稚園 - おしお幼稚園 - えぴーく幼稚園 |

### 保育所
公立
- 千代田台こども園

私立

| - 汐の宮保育所 - 天野山保育園 - 高向保育園 - 聖愛保育園 - 長野保育園 - 大典保育園 - ちづる保育園 | - 観心寺保育園 - 柳風台保育園 - 南嶺保育園 - 天宗清見台園 - 美加の台保育園 - おおさかちよだ保育園 |

### 子育て支援

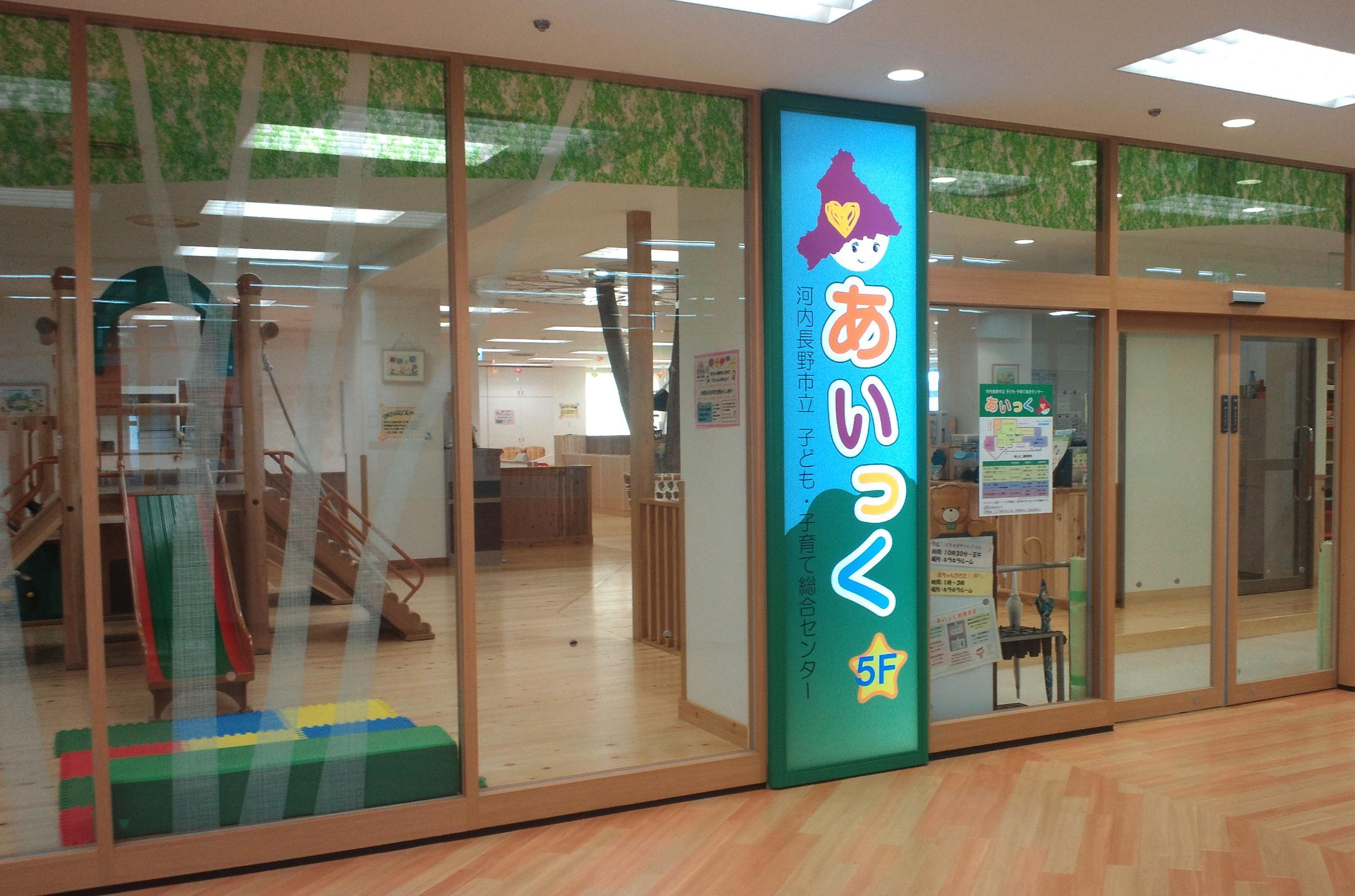
子ども・子育て総合センター「あいっく」

- 子ども・子育て総合センター「あいっく」（ノバティながの内）
- 河内長野市子ども交流ホール（ノバティながの内）
- 子育て支援センター ちよだだい
- 河内長野市子ども教育支援センター
- 河内長野市教育相談センター
- 河内長野市教育相談室 やまびこ
- 河内長野市適応指導教室（ゆうゆうスペース）
- つどいの広場 子育て支援ルーム「ふぁんふぁーれ三日市」
- KEF市民協働サポートセンター みんなのいえ「ふぁんふぁーれ千代田」
- つどいの広場 子育て支援ルーム「ほのぼのルーム大矢船」

## 地域
市域をその特性に合わせて区分すると、北部（市街地部）、中部（丘陵部）、南部（山林部）に3区分される。
北部（市街地部）
千代田駅、河内長野駅、三日市町駅の周辺を中心とした地域で、市制施行前から市街地を形成していたため、比較的古い町並みや工業地域が多く残る。近年は、丘陵部やその周辺のニュータウン開発の影響から、主な商業地や行政・公共施設などはこの地域に集積する傾向にある。また、大阪外環状線沿いや駅周辺は、大中型の商業地域として発展しつつある。
中部（丘陵部）
三日市町駅、美加の台駅を中心とした地域で、主に広域型のニュータウンと農地や里山等の農空間から構成されている。また、農空間や府営長野公園等の緑地は、周辺の市街化から保護するため、市街化調整区域となっている。
南部（山林部）
千早口駅、天見駅を含めた山間の地域で、当市の特徴である豊かな自然環境が多く残っており、一部が近郊緑地保全区域や鳥獣保護区に指定されている。また、林業の地としての側面も持ち合わしている。

### ニュータウン

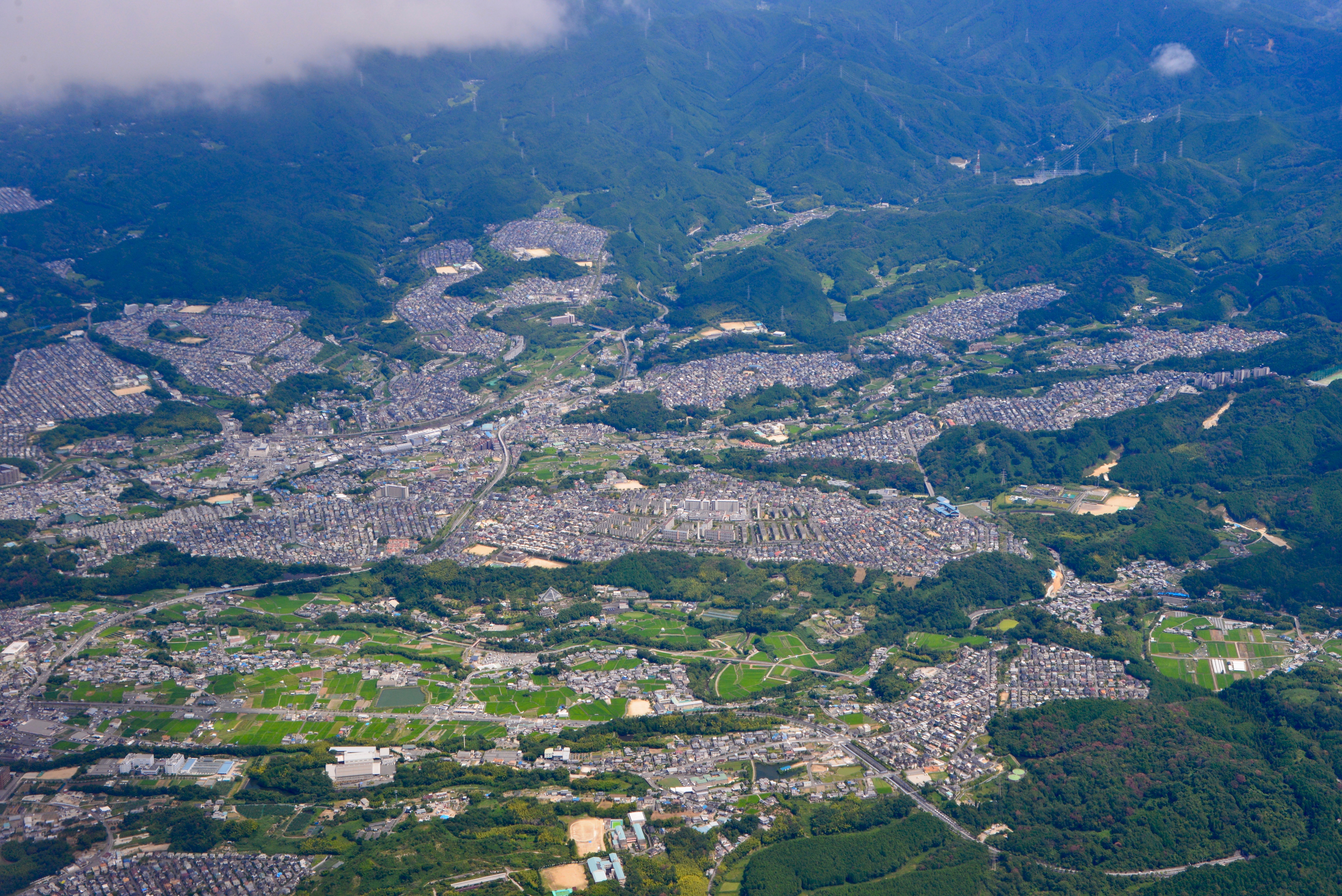
丘陵地帯に建設されたニュータウン

北部や中部の丘陵地帯を中心に、小中規模のニュータウンが民間企業によって多く造成された。平成20年3月末現在の市内全体の開発面積は約798.8haで、世帯数は22,204世帯、人口は58,016人であり、市内全体の人口に対して半分以上を占めている。現在規模の大きいものには南海美加の台や南花台、青葉台などがある。

### 人口

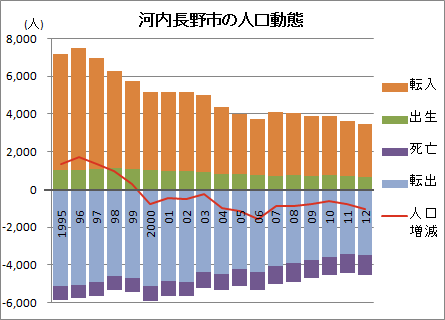
河内長野市の人口動態（1995-2012年）

平成27年国勢調査より前回調査からの人口増減をみると、4.89％減の106,987人であり、増減率は府下43市町村中35位、72行政区域中62位。
平成26年度住民基本台帳人口による増減は、3.49%減と緩和されつつあるが、依然として低くない減少率である。要因としては、自然増減（出生死亡）は微減の傾向であるが、社会増減（転入転出）が大きく減少していることがある。これは、バブル期に造成されたニュータウンがほぼ完成し、新築住宅建設数の減少に伴って転入者数が減少したことが挙げられる。なお、世帯数に関しては、市制施行よりほぼ断続的に増加している。
| |                                            |  |
| 河内長野市と全国の年齢別人口分布（2005年） | 河内長野市の年齢・男女別人口分布（2005年） |  |
| ■紫色 ― 河内長野市 ■緑色 ― 日本全国 | ■青色 ― 男性 ■赤色 ― 女性                  |  |
| 河内長野市（に相当する地域）の人口の推移 \| 1970年（昭和45年） \| 51,994人 \| \| \| 1975年（昭和50年） \| 66,936人 \| \| \| 1980年（昭和55年） \| 78,572人 \| \| \| 1985年（昭和60年） \| 91,313人 \| \| \| 1990年（平成2年） \| 108,767人 \| \| \| 1995年（平成7年） \| 117,082人 \| \| \| 2000年（平成12年） \| 121,008人 \| \| \| 2005年（平成17年） \| 117,239人 \| \| \| 2010年（平成22年） \| 112,490人 \| \| \| 2015年（平成27年） \| 106,987人 \| \| \| 2020年（令和2年） \| 101,692人 \| \| |                                            |  |
| 総務省統計局 国勢調査より |                                            |  |
| 1970年（昭和45年） | 51,994人                                   |  |
| 1975年（昭和50年） | 66,936人                                   |  |
| 1980年（昭和55年） | 78,572人                                   |  |
| 1985年（昭和60年） | 91,313人                                   |  |
| 1990年（平成2年） | 108,767人                                  |  |
| 1995年（平成7年） | 117,082人                                  |  |
| 2000年（平成12年） | 121,008人                                  |  |
| 2005年（平成17年） | 117,239人                                  |  |
| 2010年（平成22年） | 112,490人                                  |  |
| 2015年（平成27年） | 106,987人                                  |  |
| 2020年（令和2年） | 101,692人                                  |  |

現在の人口
- 令和元年6月の人口は105,116人（男性：49,640人、女性：55,476人、世帯数：47,455世帯）
  - 河内長野市が発表した住民基本台帳人口（外国人を含む）に基づく

### 地価公示
2013年の平均地価公示の住宅地区分は68,942円/m2（27標準地）、商業地区分は120,920円/m2（5標準地）と隣接する大阪狭山市や富田林市に比べると低いが、地価の変動率でみると南河内地域で2番目に良い値となっている。住宅地区分の最高値は113,000円/m2。以下は地域別の平均値。

| - 千代田地域 - 82,943円/m2 - 汐ノ宮地域 - 67,100円/m2 - 長野地域 - 72,333円/m2 | - 三日市地域 - 64,733円/m2 - 西地域 - 43,850円/m2 - 加賀田地域 - 35,550円/m2 |

地価公示対前年平均変動率をみると南河内地域の中では、大阪狭山市に次いで高い値を記録しているが、一時期はリーマン・ショックや中心街にあるノバティながのの一時休店などの影響で、2010年に商業地で-5.3%、2011年に住宅地で-4.6%の下げ幅を記録していた。その後順調に持ち直し、2013年には商業地が-1.5%、住宅地が-1.7%と年々変動値が改善、商業地にいたっては2014年にプラスに転じるなど、地価が上昇する傾向にある。

### 芸術・スポーツ
音楽
- ミレニア吹奏楽団
- ママさんブラスMilkTea

スポーツ
- マトリックス・パワータグ

#### スポーツ施設

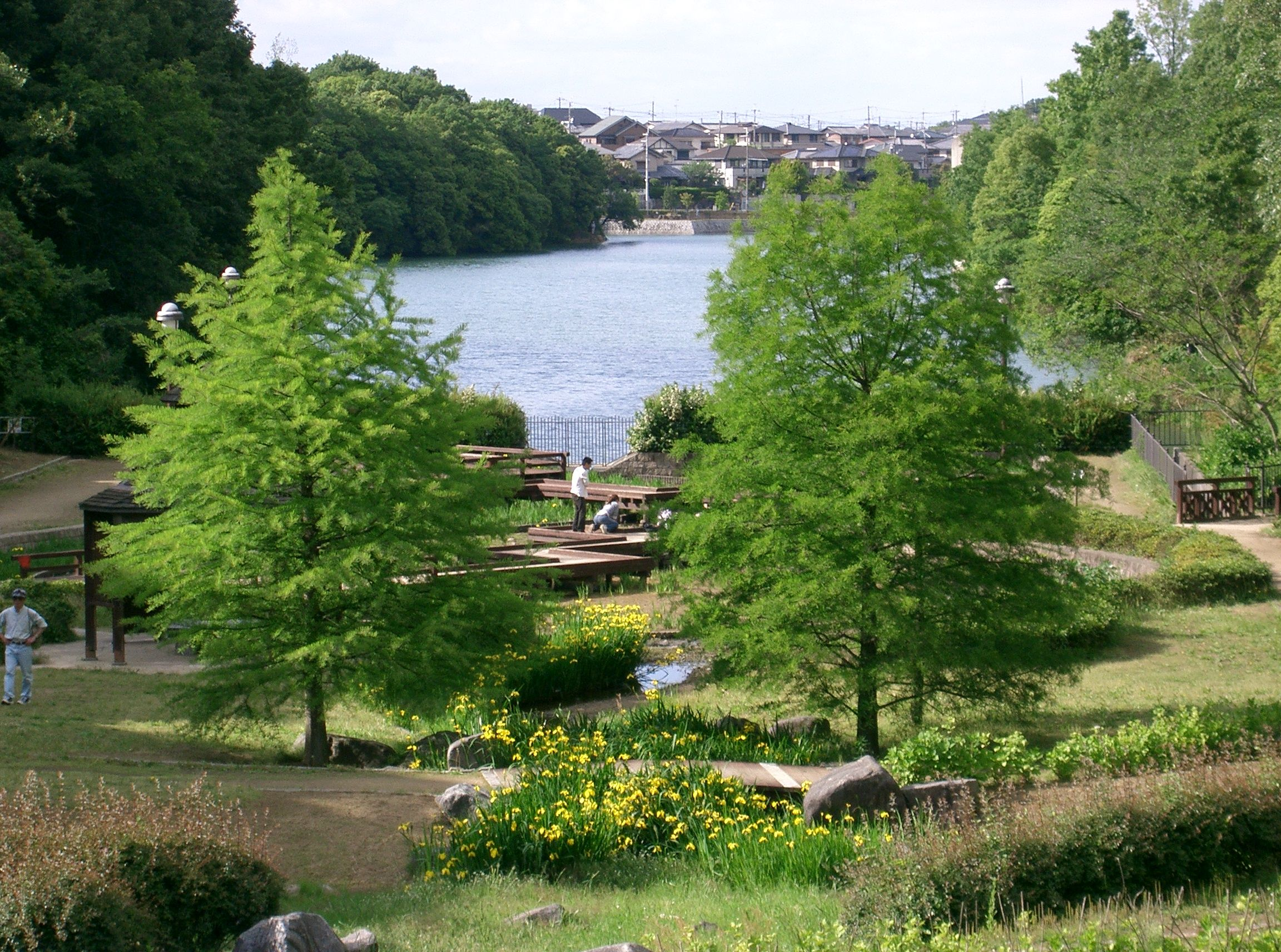
寺ヶ池公園（寺ヶ池）

- 河内長野市立大師総合運動場（大師グラウンド）
- 河内長野市立市民総合体育館
- 赤峰市民広場（赤峰公園）
- 河内長野市立天野少年球技場
- 下里総合運動場
- 寺ヶ池公園野球場
- 河内長野市立荘園庭球場
- 河内長野市立大師庭球場
- 寺ヶ池公園庭球場
- 烏帽子形プール（烏帽子形公園内）
- 寺ヶ池公園プール
- 河内長野市立武道館
- 寺ヶ池公園ゲートボール場

### 文化施設

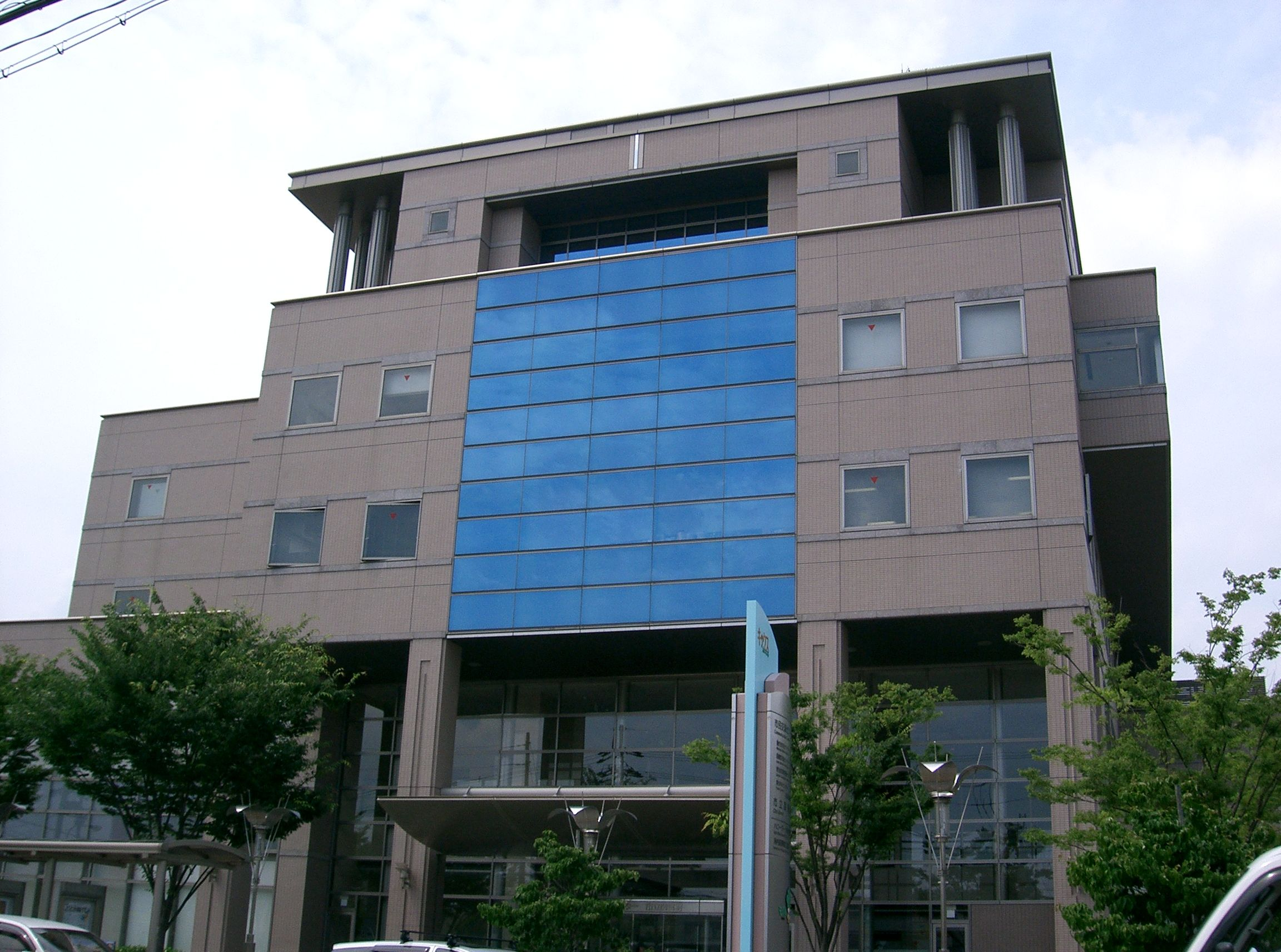
キックス（市民交流センター・図書館）

- キックス（kiccs）

市民交流センターと図書館の複合施設であり、またその愛称としても呼ばれる。下記のような施設の中には、多目的スタジオ、食工房、創作工房、ホワイエ、イベントホール等があり、予約をすれば誰でも使用することができる。
- 河内長野市立図書館
- 河内長野市立市民交流センター
  - 青少年センター
  - 男女共同参画センター
  - 国際交流センター
  - 勤労市民センター

- ハローワーク河内長野
- 河内長野市立文化会館（ラブリーホール）

- 公民館
  - 河内長野市立千代田公民館
  - 河内長野市立天見公民館
  - 河内長野市立加賀田公民館
  - 河内長野市立高向公民館
  - 河内長野市立南花台公民館
  - 河内長野市立三日市公民館
  - 河内長野市立天野公民館
  - 河内長野市立川上公民館
- コミュニティセンター

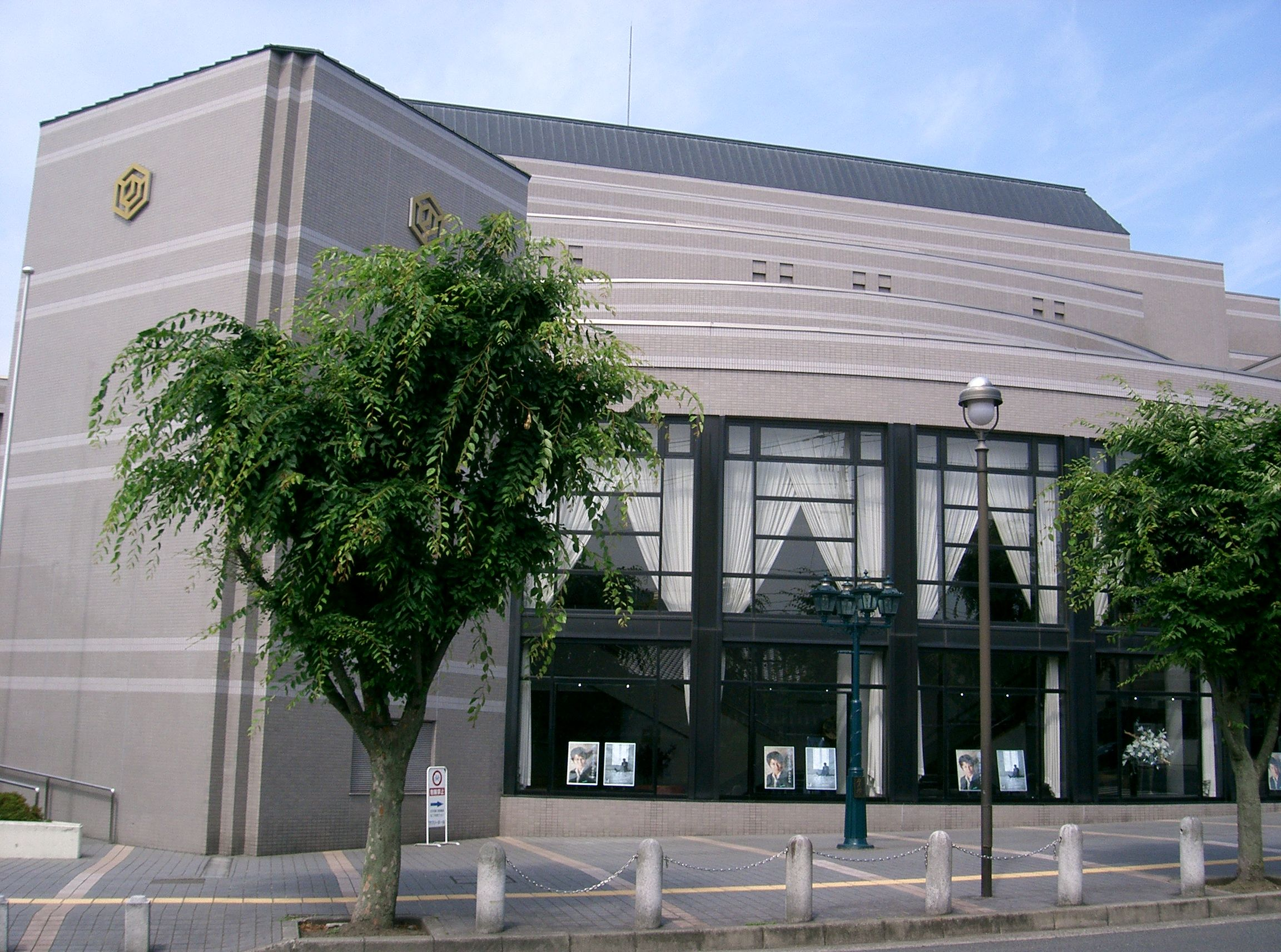
河内長野市立文化会館（ラブリーホール）

  - 河内長野市立小山田コミュニティセンター（あやたホール）
  - ノバティホール（河内長野駅前市民センター）[35][36]
  - 河内長野市立三日市市民ホール（フォレスト三日市内）
  - 河内長野市立清見台コミュニティセンター（くすのかホール）
  - 河内長野市立日野コミュニティセンター（みのでホール）
- 南花台ふれあいプラザ（南花台西小学校内→学校法人阪和学園錦秀会看護専門学校の敷地内）[37]
- 河内長野市立市民公益活動支援センター（るーぷらざ）[38]

#### 宿泊施設
- キャンプ場
  - 河内長野市立滝畑ふるさと文化財の森センター
  - 岩湧野外活動広場
  - 赤峰市民広場
- ホテル・研修場
  - 長野温泉河内長野荘 
  - 河内長野ユースホステル

## 交通

### 空港
- 関西国際空港 : 河内長野駅からリムジンバス「Sorae（ソラエ）」が運行されており、約1時間で到着できる。

### 鉄道

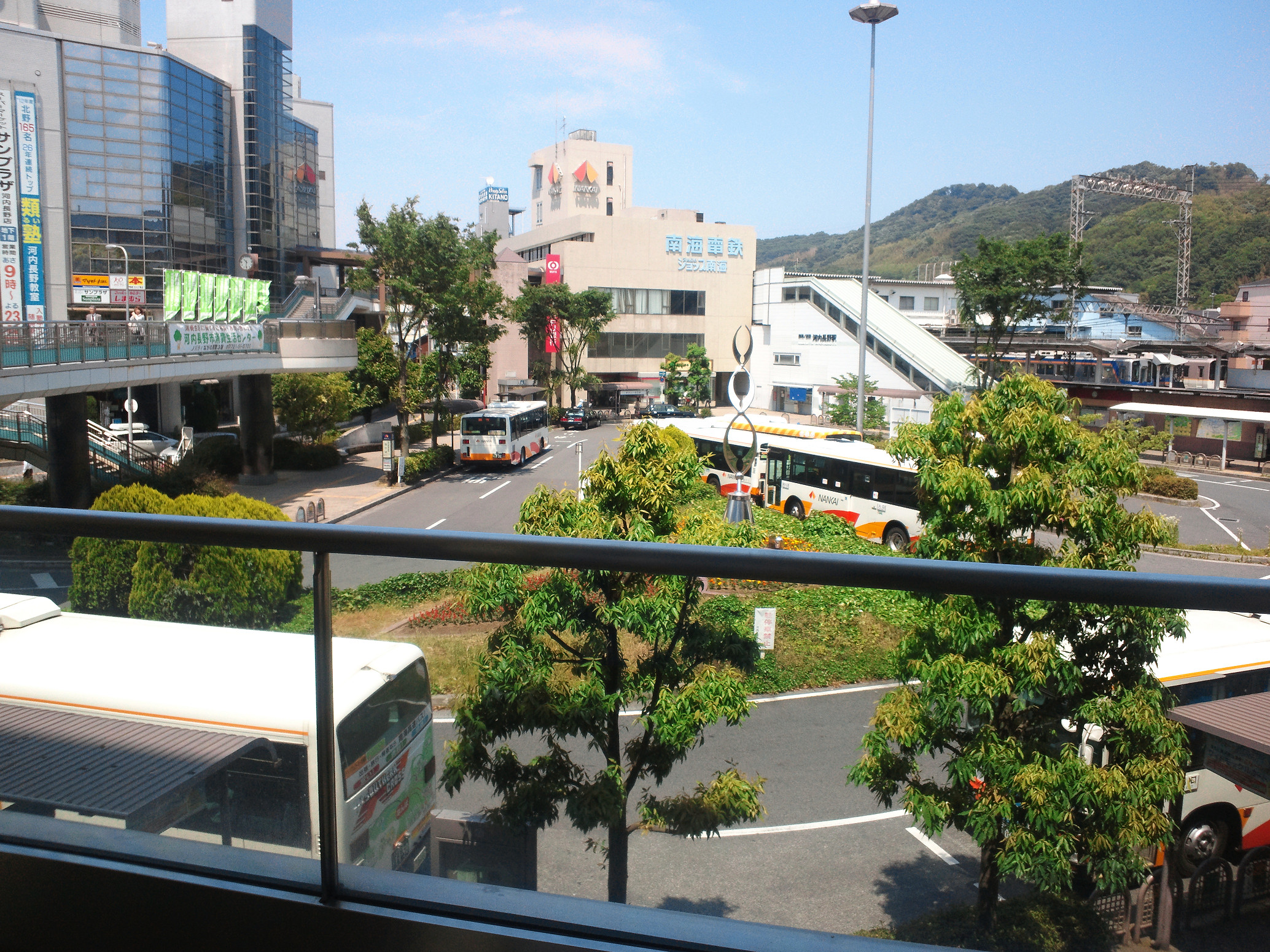
南海・近鉄 河内長野駅

市内には以下の鉄道路線があり、中心となる駅は、奥河内の玄関口でもある南海・近鉄の河内長野駅で、高野街道を意識した内装になっているほか、特急も含めた全列車が停車する主要駅である。路線は市内を北から南東に縦断するため、東西方面へは、主に路線バスが利用される。
南海難波駅へは特急・急行で最短27分、新大阪駅へは南海難波駅からOsaka Metro御堂筋線乗り換えで約40分の位置にある。近鉄大阪阿部野橋駅へは古市経由の準急で約40分だが、南海では新今宮駅からJR大阪環状線または同大和路線乗り換えで約35分で到着できる。
- 南海電気鉄道
  - 高野線 千代田駅-河内長野駅-三日市町駅-美加の台駅-千早口駅-天見駅
- 近畿日本鉄道
  - 長野線 汐ノ宮駅-河内長野駅（終点）

### バス

#### 路線バス
市内の路線バスはほとんどが南海バスが受け持っている。河内長野営業所の管轄で、河内長野市内の一般のバス路線に加え、河内長野市からの委託によりコミュニティバス（モックルコミュニティバス、日野・滝畑コミュニティバス、岩湧線の3路線）も運行している。
- 南海バス

#### エアポートリムジンバス
- 南海バス - Sorae
  - 出発 - 南海高野線河内長野駅
  - 到着 - 関西国際空港

#### 深夜急行バス
堺営業所の管轄で大阪駅・難波駅から、深夜急行バス（南海深夜急行バス）を運行している。
- 南海バス - 南海深夜急行バス
  - 出発 - 梅田・なんば
  - 到着 - 南海高野線千代田駅・河内長野駅・三日市町駅・美加の台駅

#### 通学バス
以下への直通通学バスが発着している。
- 大阪千代田短期大学
- 桃山学院大学
- 近畿大学泉州高等学校
- 初芝富田林高校

### 道路

#### 高速道路
- 市域を通過しないが、国道170号や国道309号を経由することで利用できる。
  - 南阪奈道路羽曳野ICへは約14分。
  - 阪和自動車道美原北IC・美原南ICへは約18分
  - 阪神高速松原線三宅出入口へは約27分

#### 一般国道
- 国道170号（大阪外環状線）・国道170号旧道 - ともに現役国道。北東から南西部にかけて通っている。
- 国道310号（西高野街道）
- 国道371号（高野街道） ・国道371号旧道 - ともに現役国道。

#### 大阪府道

##### 主要地方道
- 大阪府道20号枚方富田林泉佐野線
- 大阪府道38号富田林泉大津線
- 大阪府道61号堺かつらぎ線

##### 一般府道
| - 大阪府道198号河内長野美原線 - 大阪府道201号甘南備川向線 - 大阪府道209号東阪三日市線 - 大阪府道211号中津原寺元線 - 大阪府道214号河内長野千早城跡線 | - 大阪府道217号大野天野線 - 大阪府道218号河内長野かつらぎ線 - 大阪府道221号加賀田片添線 - 大阪府道802号八尾河内長野自転車道線 |

#### 広域農道
- 南河内グリーンロード

## 著名な出身者
- 島田智明 - 衆議院議員、元・河内長野市長
- 香川保一 - 裁判官（元・最高裁判所裁判官）、弁護士、故人。
- 久保哲司 - 元・衆議院議員
- 吉村洋文 - 弁護士、大阪府知事、元・大阪市長、元・衆議院議員。
- 宮出千慧 - 参議院議員
- 谷村新司 - シンガーソングライター、故人。
- 西野精治 - 『スタンフォード式 最高の睡眠』の著者で、スタンフォード大学医学部精神科教授および、スタンフォード睡眠・生体リズム研究所所長（医学博士）。
- 上野精三 - 大阪を代表する割烹「㐂川」の創業者で、大阪料理会の発起人・会長。
- リリアン - 関西地方を中心に活躍していたニューハーフ系のお笑いタレント、故人。
- 久下真以子 - フリーアナウンサー（セント・フォース所属）
- 樋井明日香 - 女優、HINOIチーム
- 豊田兼彦 - 法学者、大阪大学教授
- 中野真志 - 教育学者、愛知教育大学准教授
- 扇田克也 - ガラス工芸
- 武原英子 - 女優、故人。錦野旦の妻
- 粟島瑞丸 - 俳優
- 藤井拓郎 - 競泳選手・コナミ
- 吉田平 - 元プロバスケットボール選手（bjリーグ）
- 辻佳奈美 - プロテニス選手
- 西端要 - プロラグビー選手（トップリーグ 宗像サニックスブルース所属）
- 中西洋一 - お笑いタレント（さかなDVDの元・メンバー）
- 芝田稔 - 中国語学者、関西大学名誉教授、前市長芝田啓治の父
- 丹羽大輝 - プロサッカー選手
- 堀井和人 - 元・プロ野球選手（南海ホークス外野手）
- 島村裕子 - 元・女子プロサッカー選手（スペランツァ大阪に創設1年目から7シーズン所属）
- 今永虎雅 - プロボクサー
- ハトポポコ - 漫画家、在住
- 安藤翔 - 日本テレビアナウンサー
- 東佳樹 - ドラマー、シエナ・ウインド・オーケストラ打楽器奏者
- 矢倉楓子 - 元NMB48
- 古賀成美 - 同上
- 瀧川元気　- 映画監督、2018年から当市内を中心に「鬼ガール!!」（2020年10月劇場公開の実写映画）を撮影。
- 仲岡しゅん - 女性弁護士（戸籍上は男性）
- コーイチ・フクダ（英語版） - 米国のニューメタルバンドスタティック-Xのギター
- 小野忠史 - Jリーグ・ガンバ大阪社長
- 浜田尊弘 - テレビプロデューサー、株式会社MBSラジオ初代代表取締役社長（元・毎日放送取締役）
- 中野恵那 - ファッションモデル
- 吉村智洋 - 競馬騎手
- 浦陸斗 - 関西ジャニーズJr（AmBitious）

### ゆかりの人物
- 川村結花（シンガーソングライター）河内長野市立加賀田中学校を卒業（出生地は大阪府大阪市）
- 伊東美咲（モデル、女優）千代田高等学校・大阪千代田短期大学を卒業（15歳まで福島県いわき市に在住）
- 小池徹平（WaT）大阪府立長野高等学校に入学（大阪府大阪狭山市の出身）
- 小野坂昌也（声優）大阪府立長野北高等学校を卒業（大阪市住吉区の出身）
- 長谷川義史（絵本作家）大阪府立長野北高等学校を卒業（大阪府藤井寺市の出身）
- 堀井数男（堀井和人の実父で元・プロ野球選手およびコーチ、故人）河内長野市立三日市小学校を卒業（出生地は大阪府東大阪市）
- 横山昭二（元弁護士、歴史研究家、故人）
- 秋山信子（人間国宝・工芸技術（人形）、在住）
- 中川なをみ（作家、在住）
- 犬飼六岐（作家、在住）
- 大谷美和子（作家、在住）
- こんやしょうたろう（アルケミスト）清教学園幼稚園を卒園
- サキタハヂメ（大阪府堺市出身のミュージカルソー奏者、作曲家、在住）
- えぐちひろし（ギタリスト、在住）
- 嶋田崇彦（朝日放送の顧問で元・同局アナウンサー、在住）
- 安倍誠治（交通政策学者で関西大学社会安全学部長、在住）
- 前田大然（プロサッカー選手）大阪府南河内郡太子町立中学校への在学中に河内長野市内の川上フットボールクラブへ所属（同町出身）
- 久保修 - プロ野球選手

## 河内長野市内で撮影された映像作品

### テレビドラマ
- 『おちょやん』（NHK大阪放送局制作の連続テレビ小説、市内在住のサキタハヂメが音楽を担当）

### 映画
- 『鬼ガール!!』（全編にわたって市内各地でロケを実施）
  - 映画の製作を通じて地域の活性化を図る「奥河内ムービー・プロジェクト」の一環で制作。
- 『バウムクーヘン』（2023年10月14日から全国で順次公開）
  - プロデューサーを務める尾形ミキオ（市内出身）の半生を描いた実写映画で、「奥河内フィルムコミッション」（「奥河内ムービー・プロジェクト」をベースに映像作品のロケ誘致・制作補助などの役割を非営利で担う公的機関）が関与した最初の映像作品。